# ホンダ・ジャズ (ハッチバック)
ジャズ（JAZZ、Jazz）は、本田技研工業が製造・販売しているハッチバック型乗用車である。

## 2代目（2001年 - 2008年）
前期型

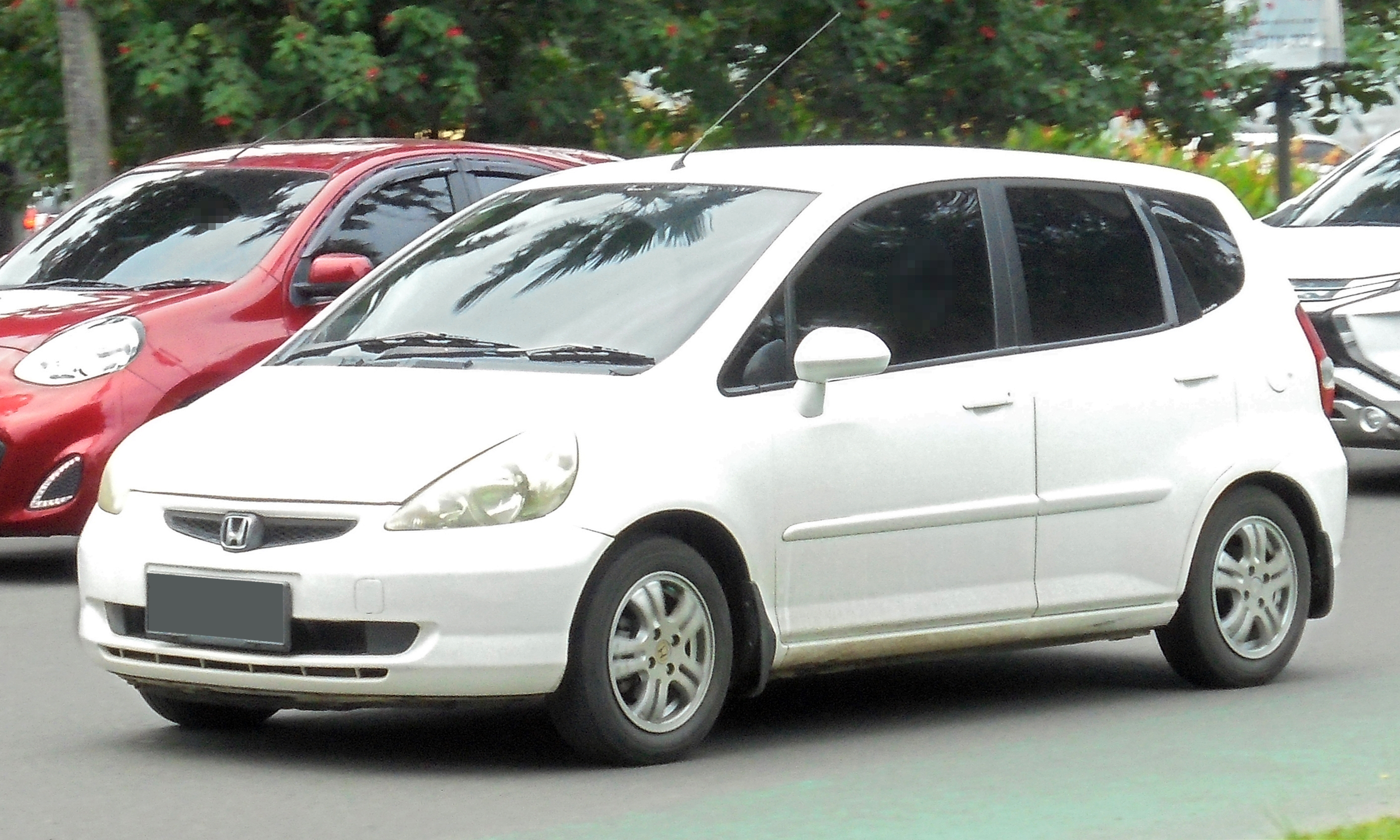
1.5 DSI
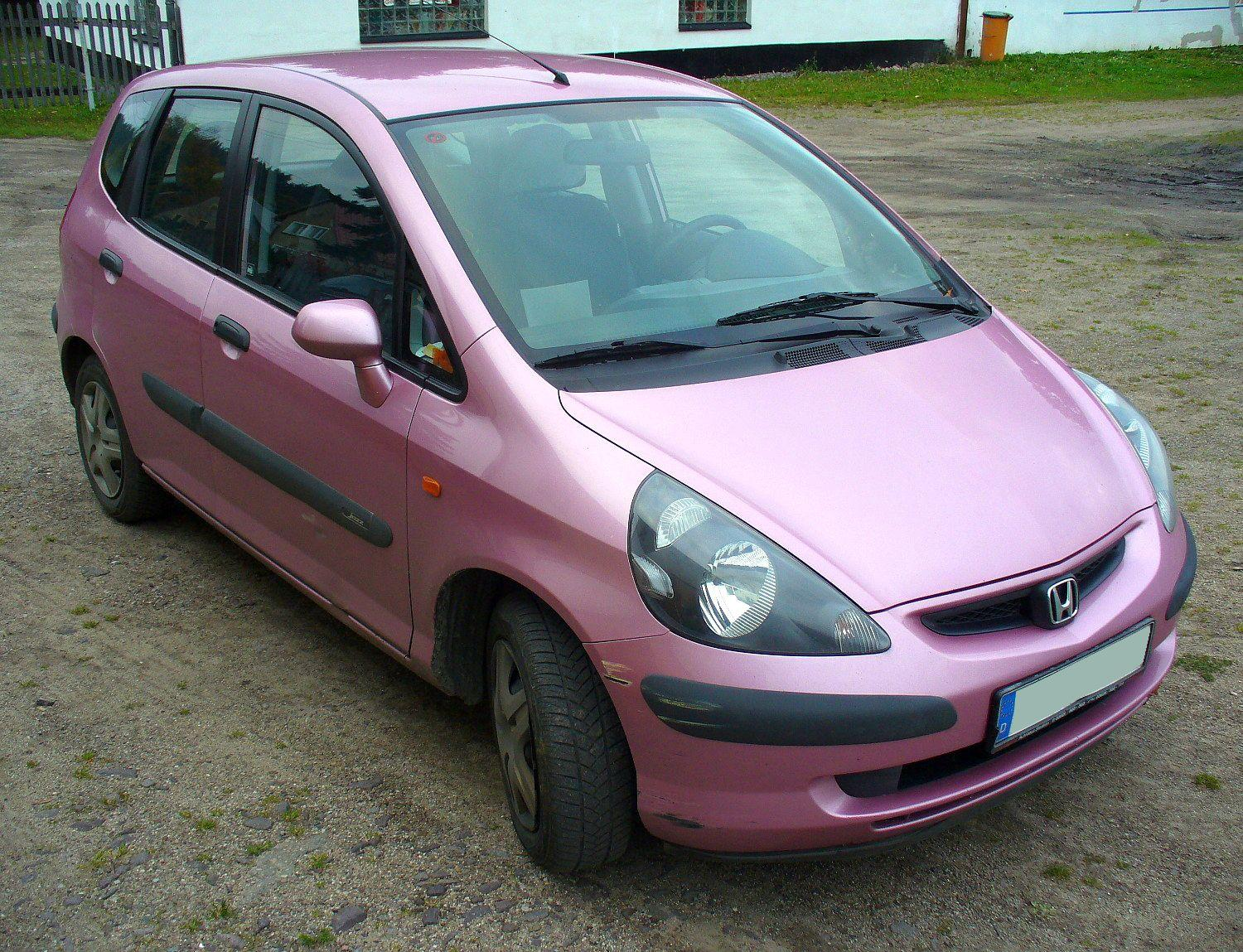
フロント
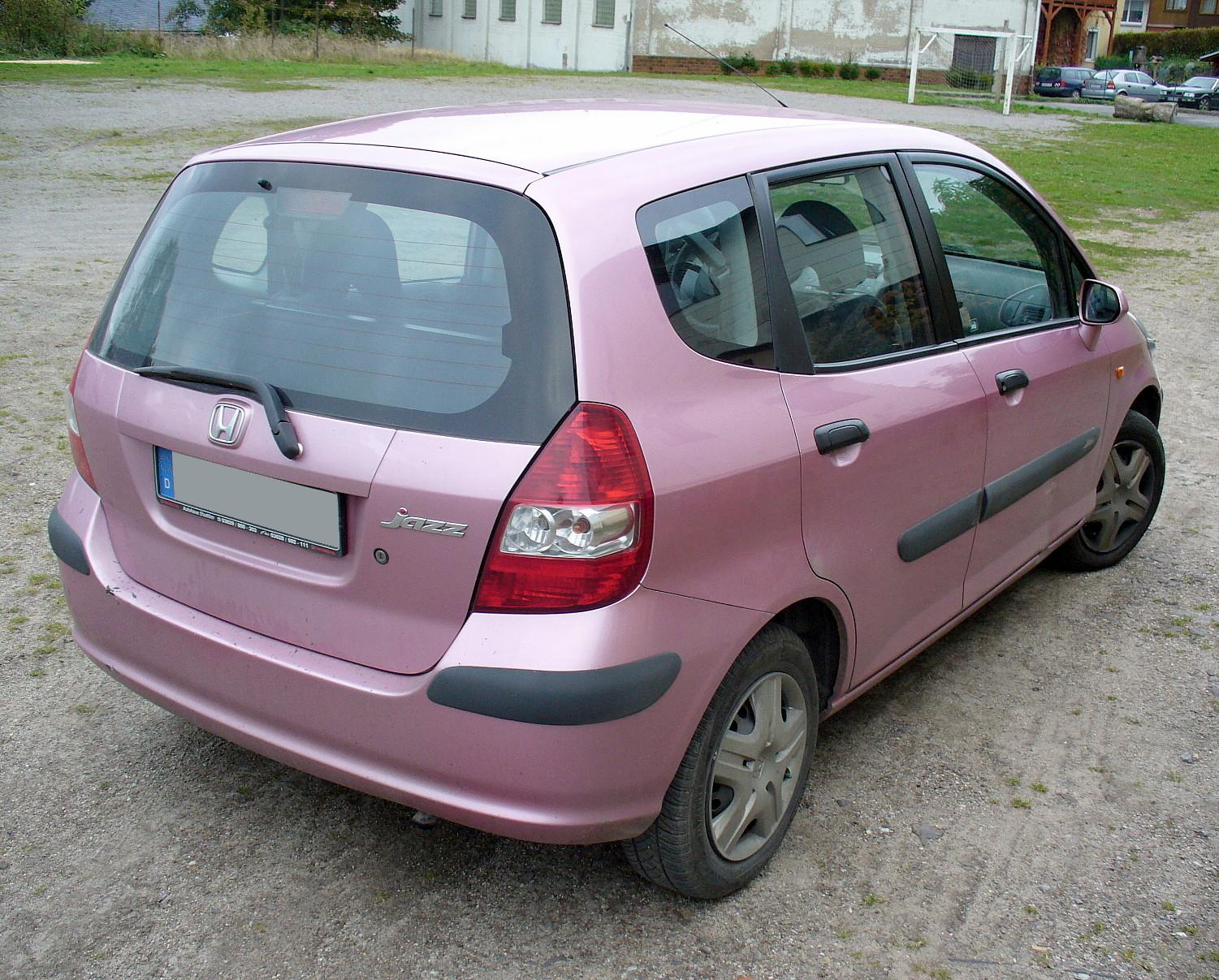
リア
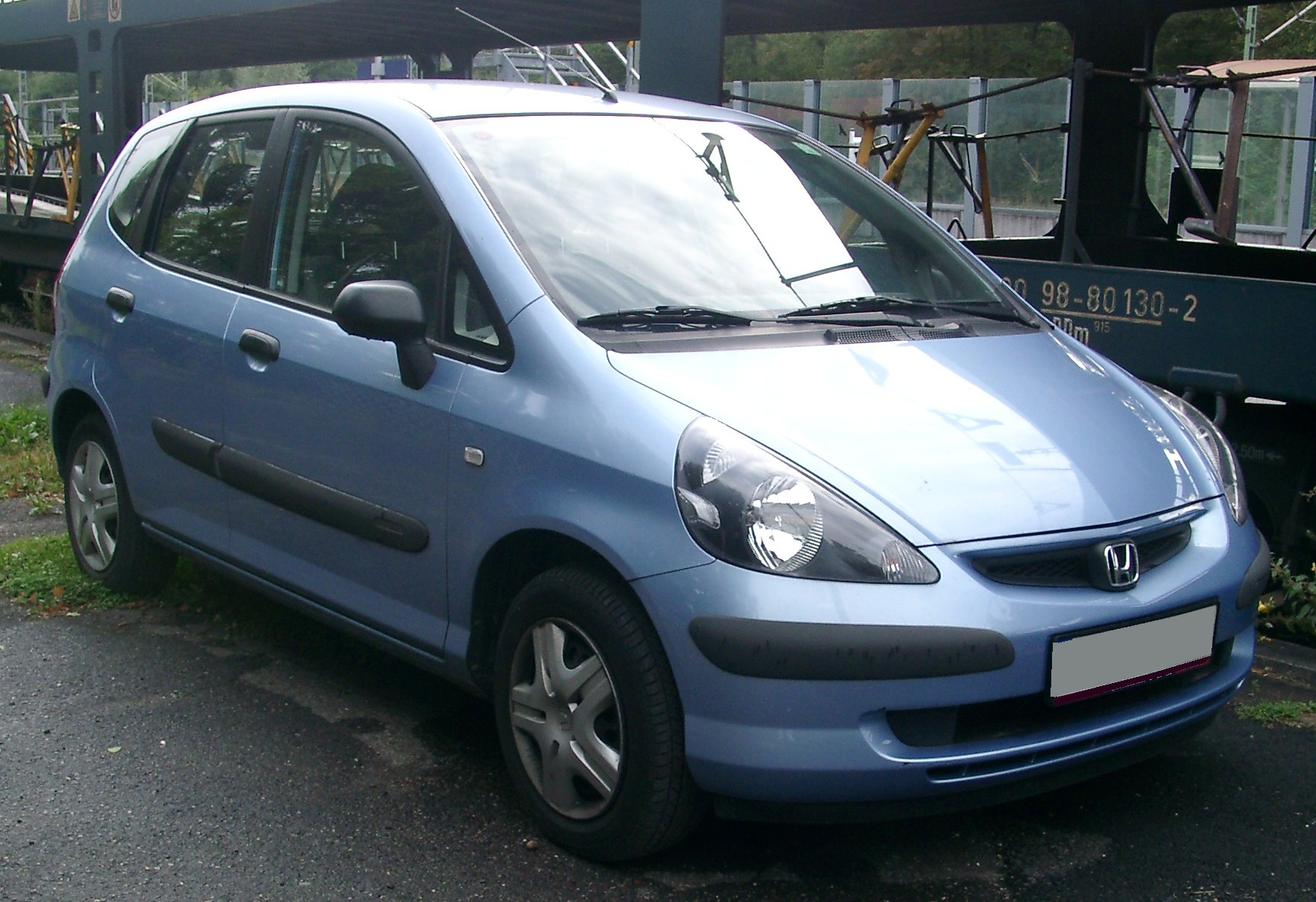
フロント
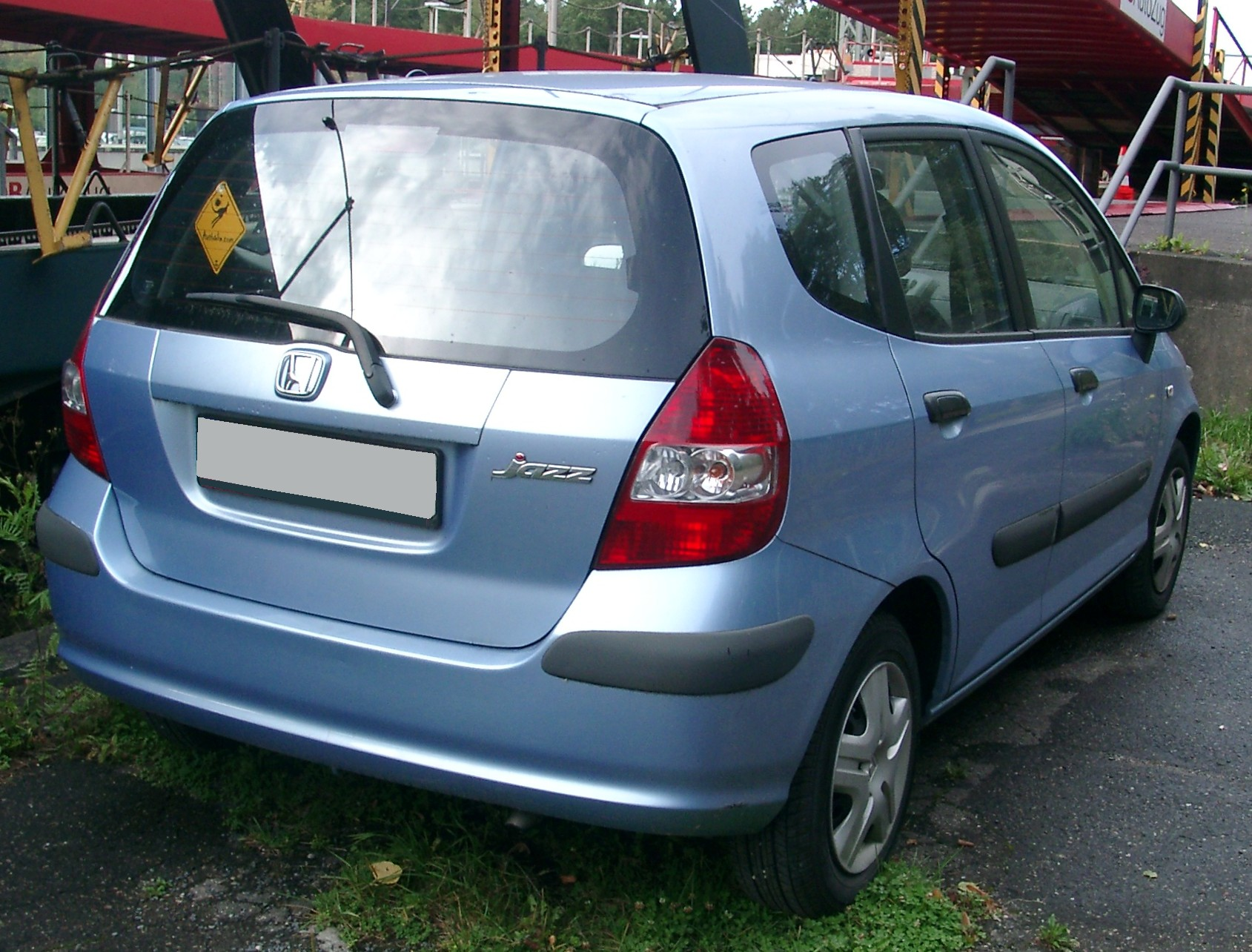
リア

後期型

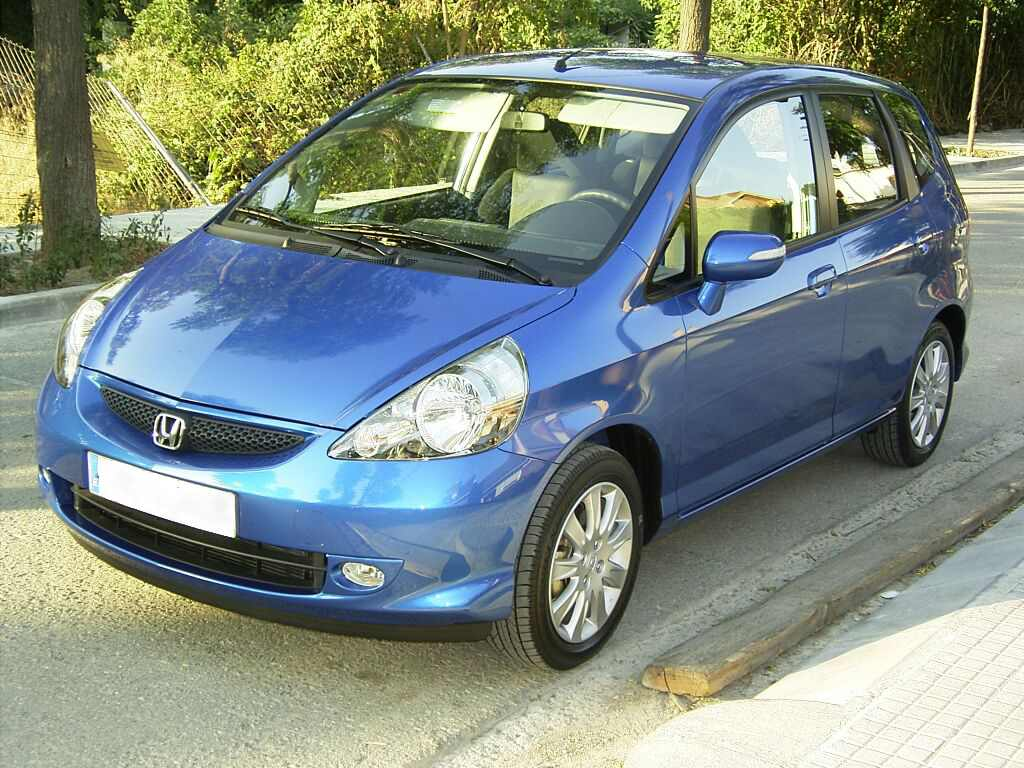
1.4 CVS
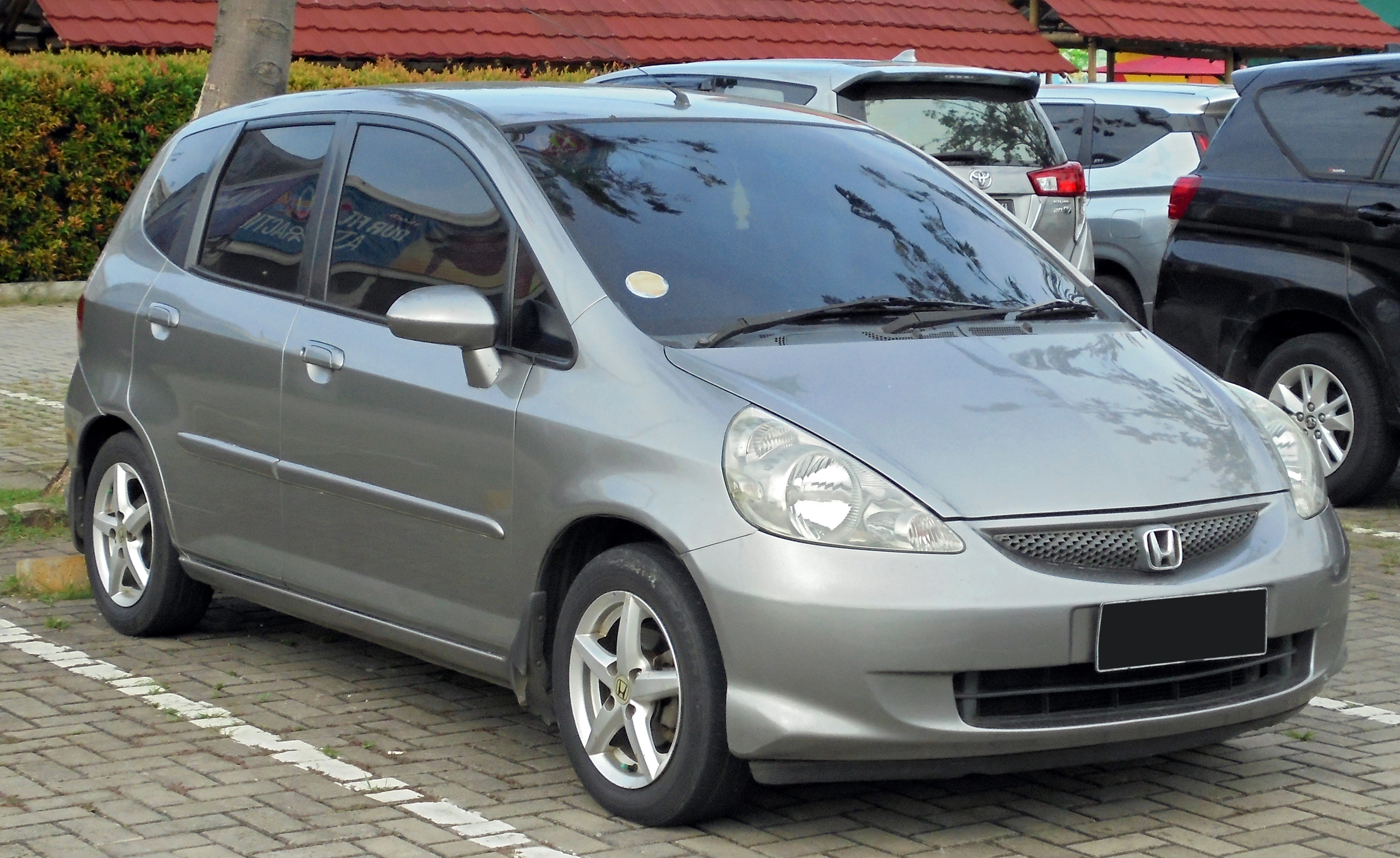
1.5 i-DSI
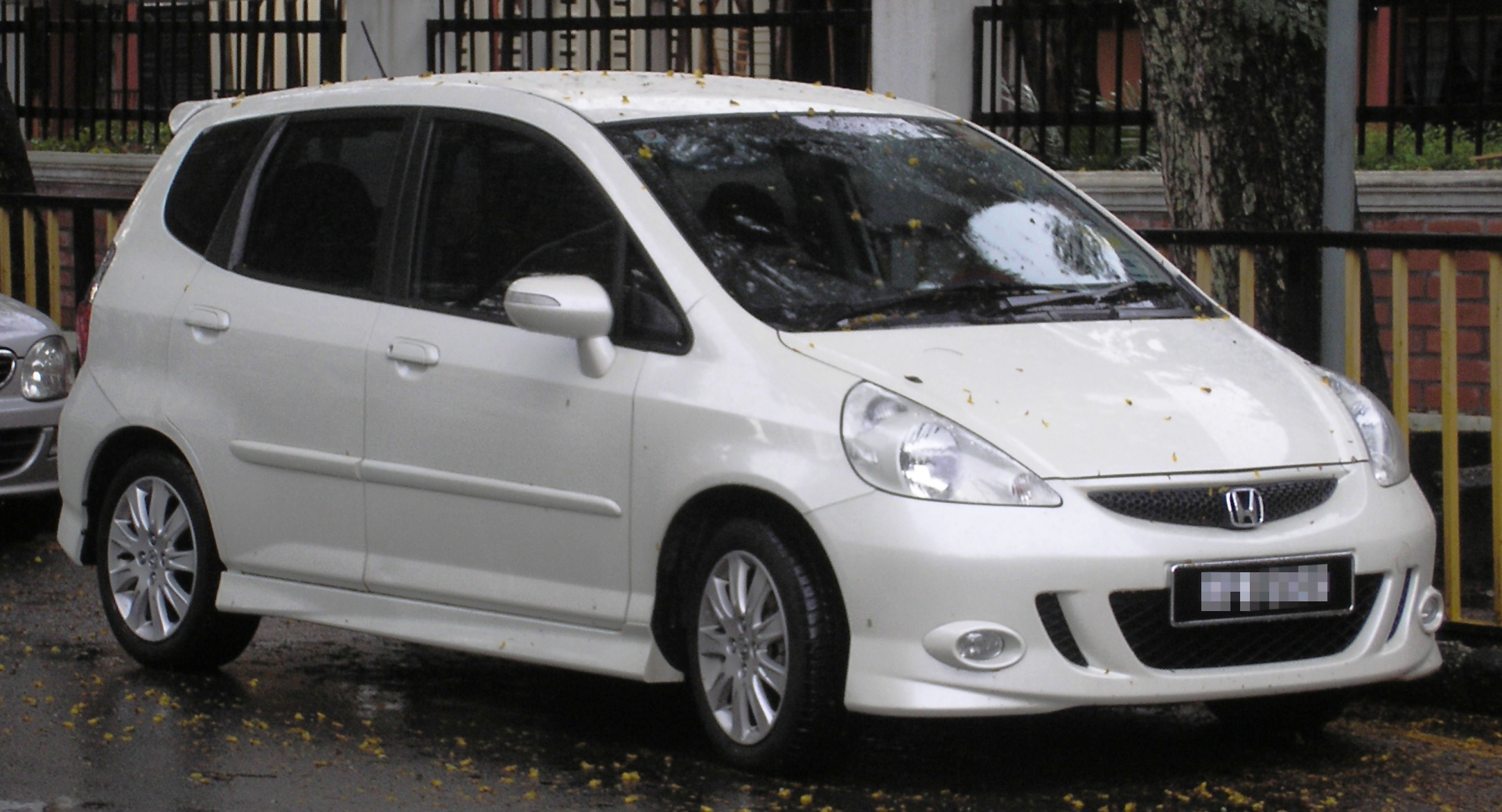
フロント
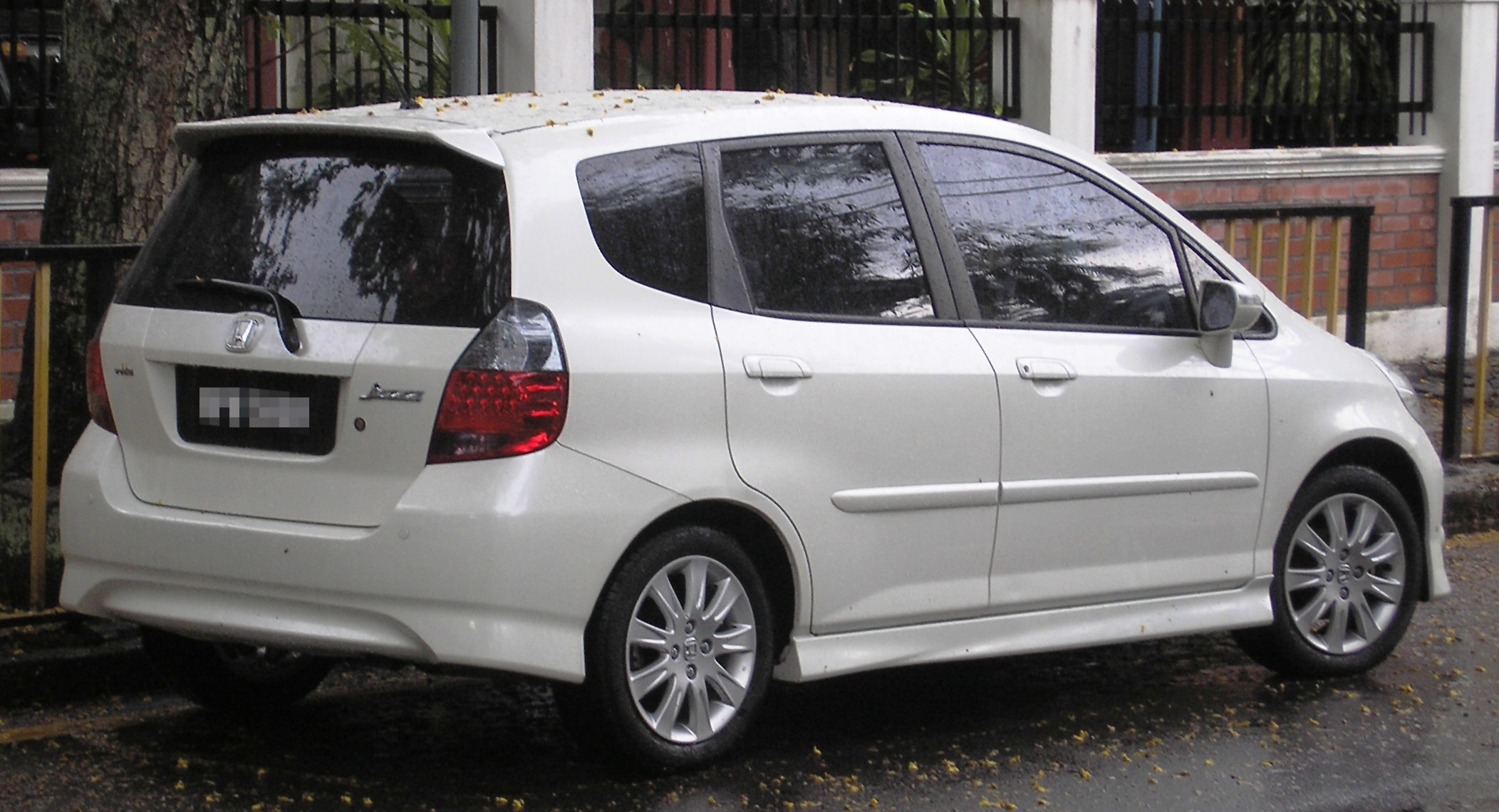
リア

## 3代目（2008年 - 2015年）
前期型

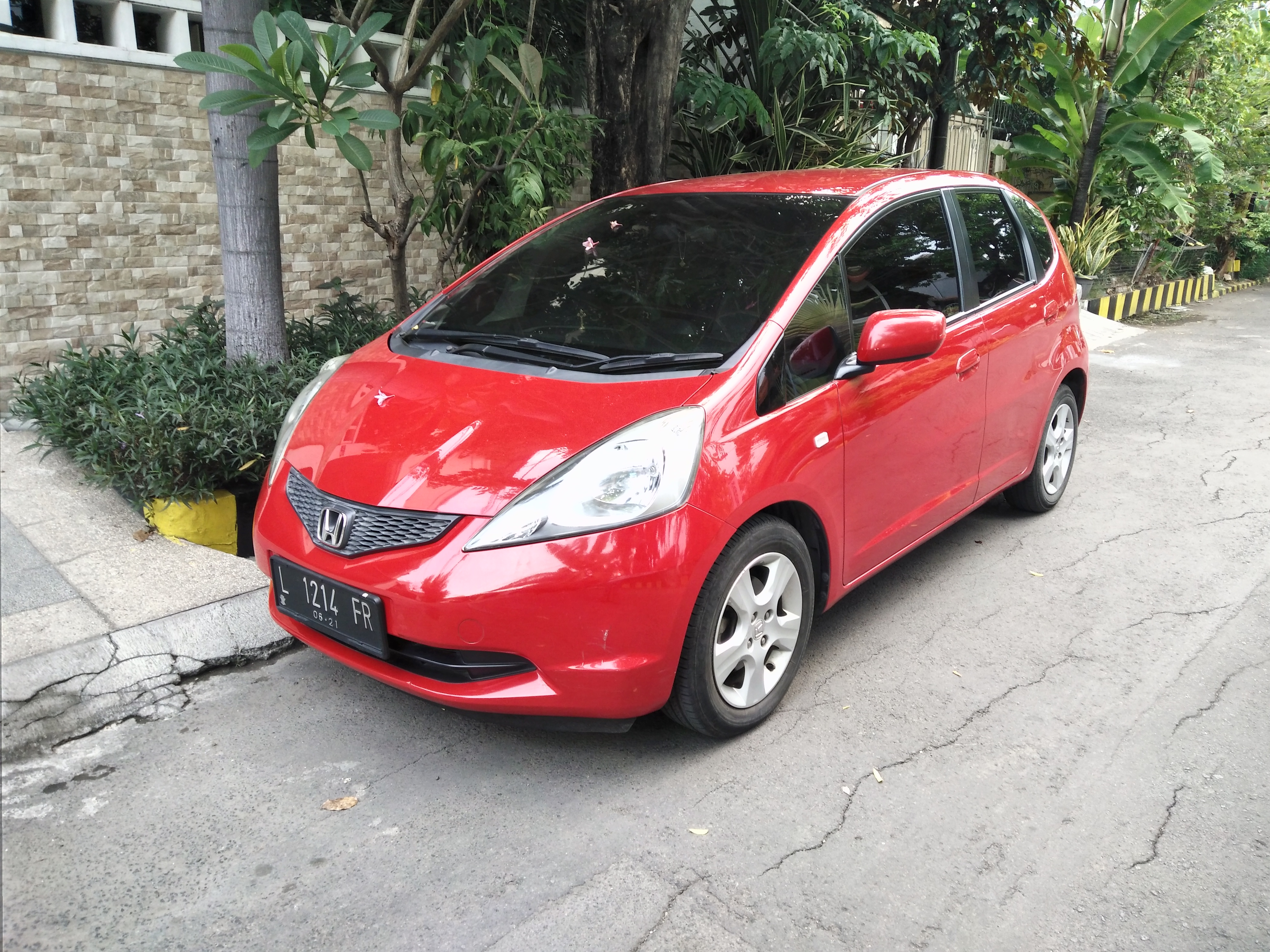
S（フロント）
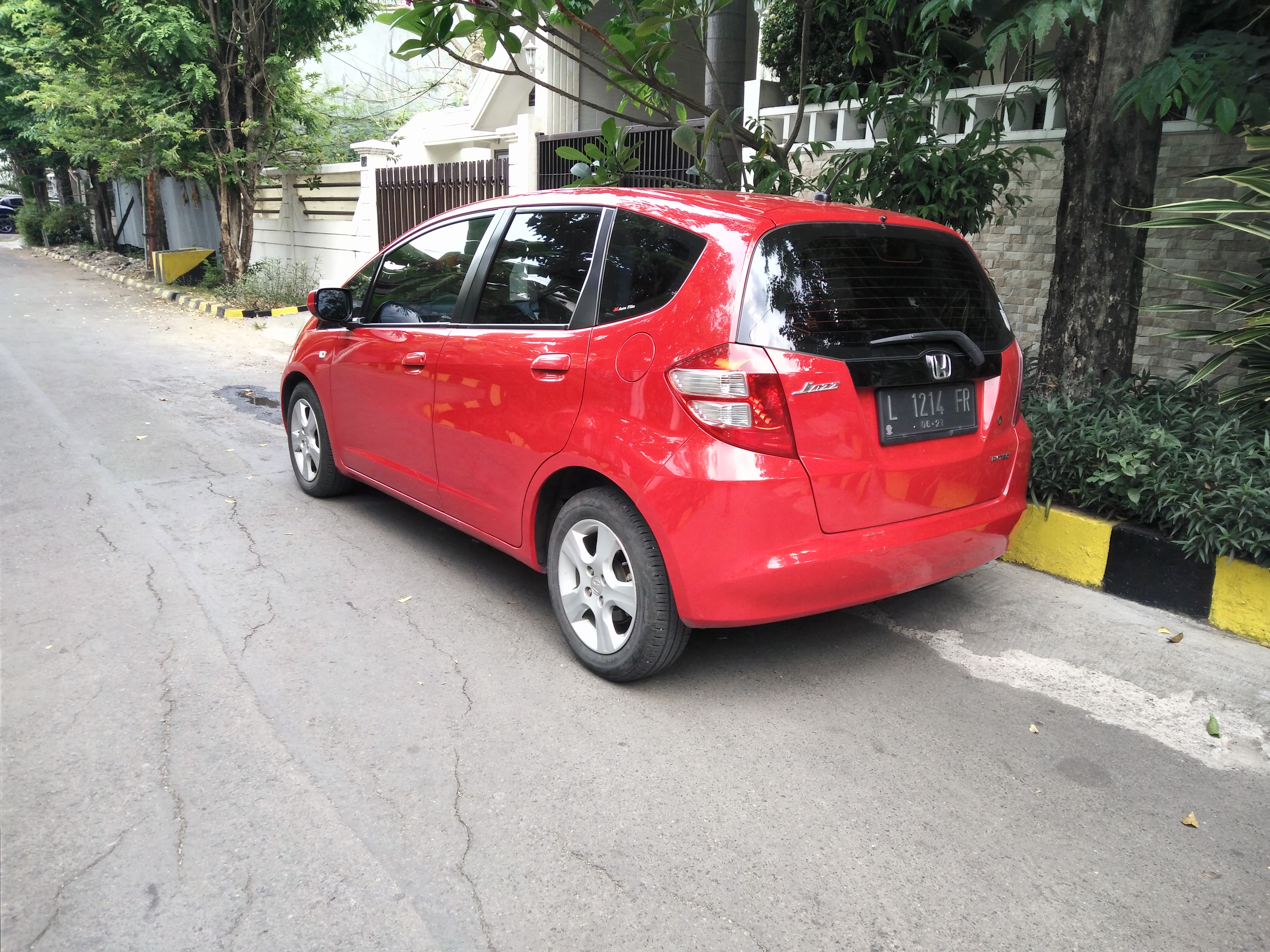
S（リア）
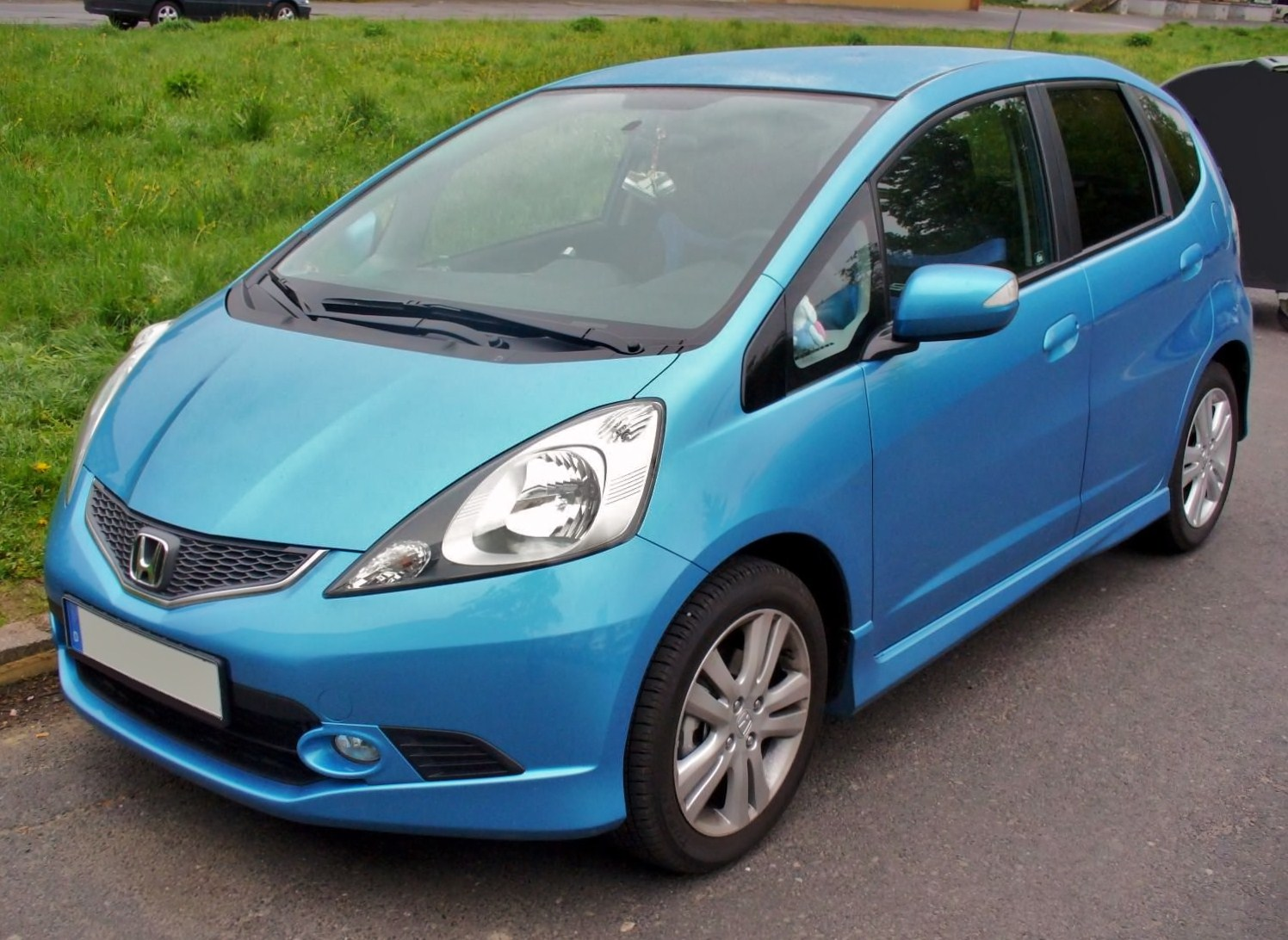
1.4 コンフォートスポーツ（フロント）
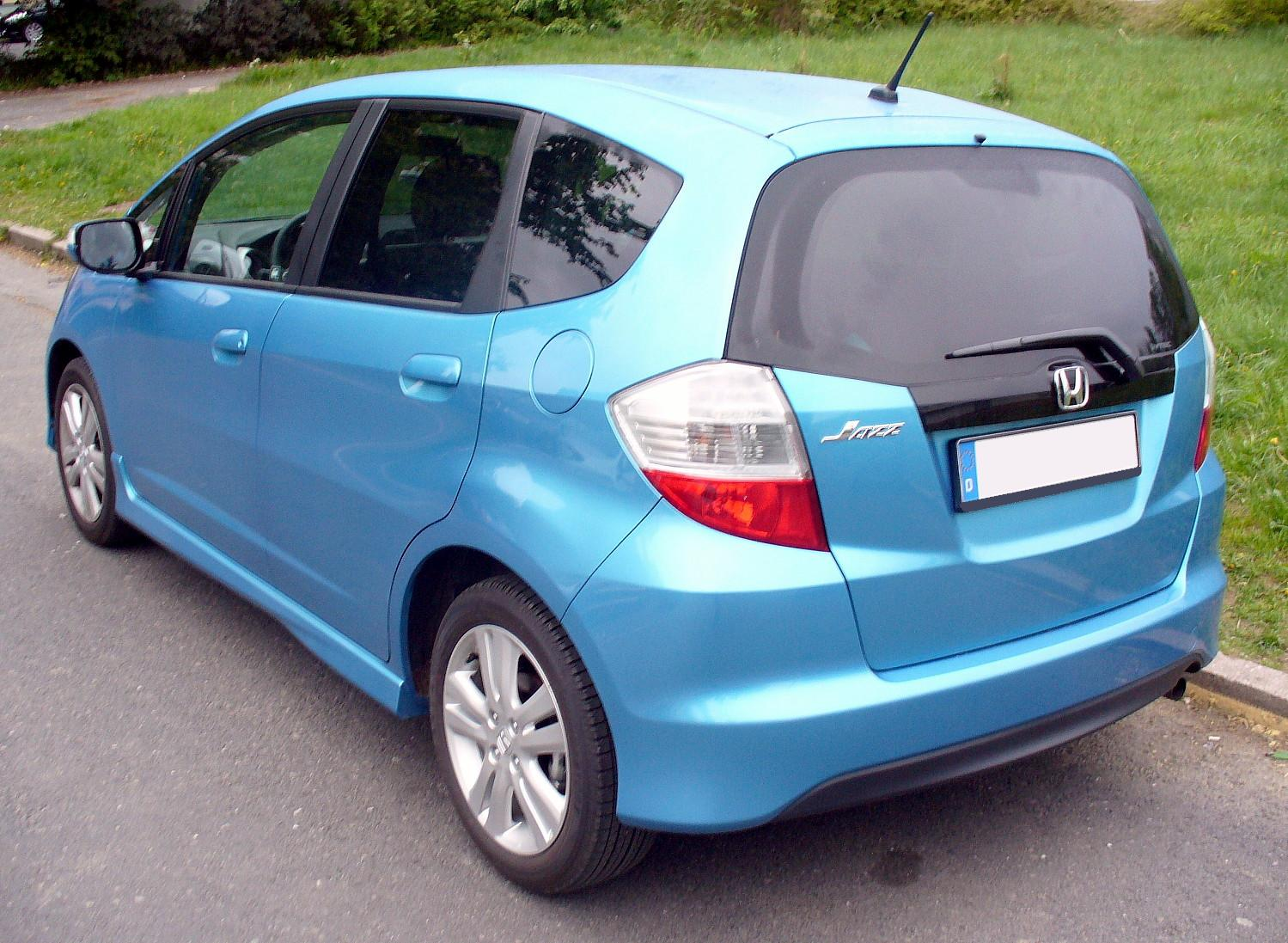
1.4 コンフォートスポーツ（リア）
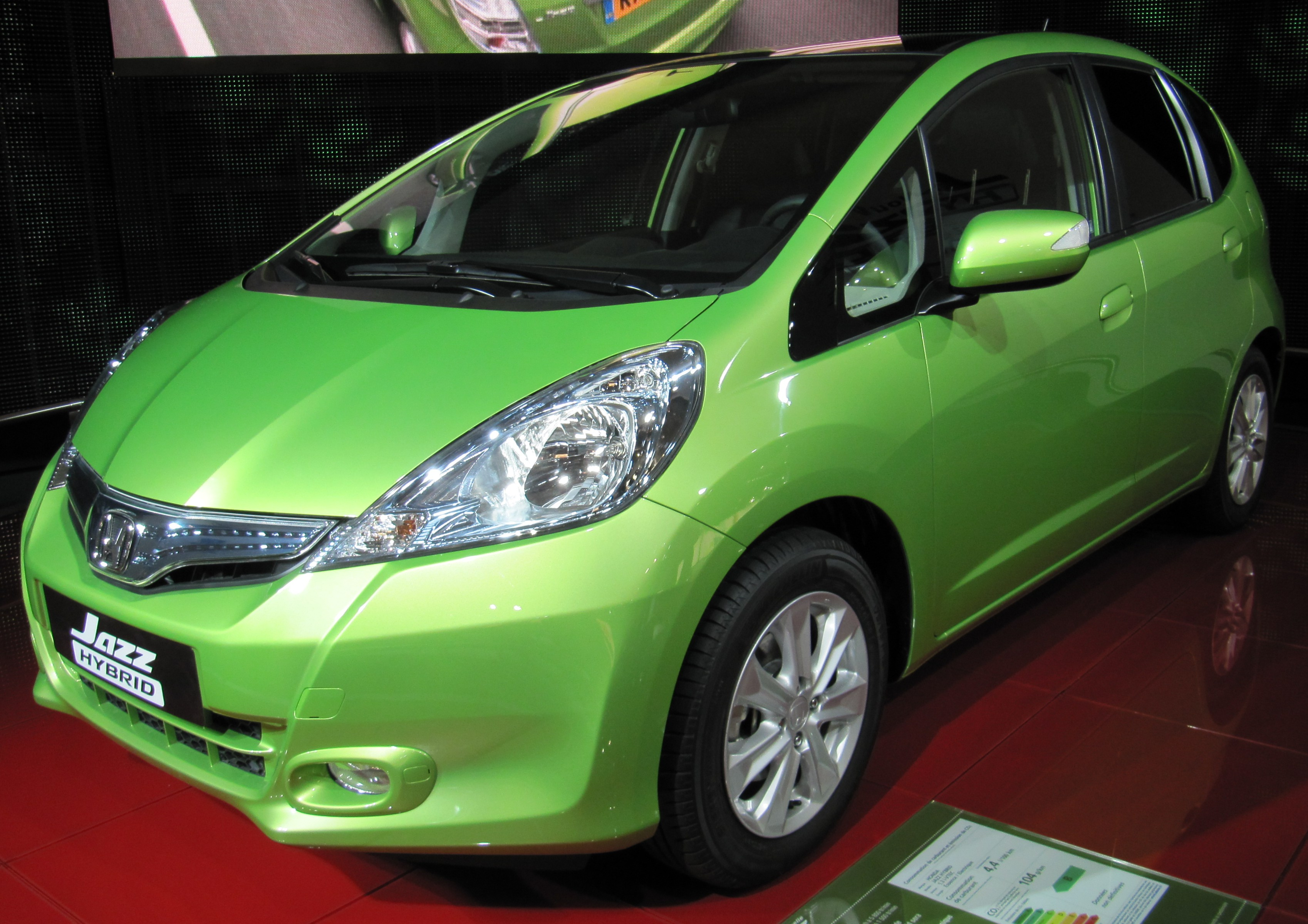
ハイブリッド（フロント）
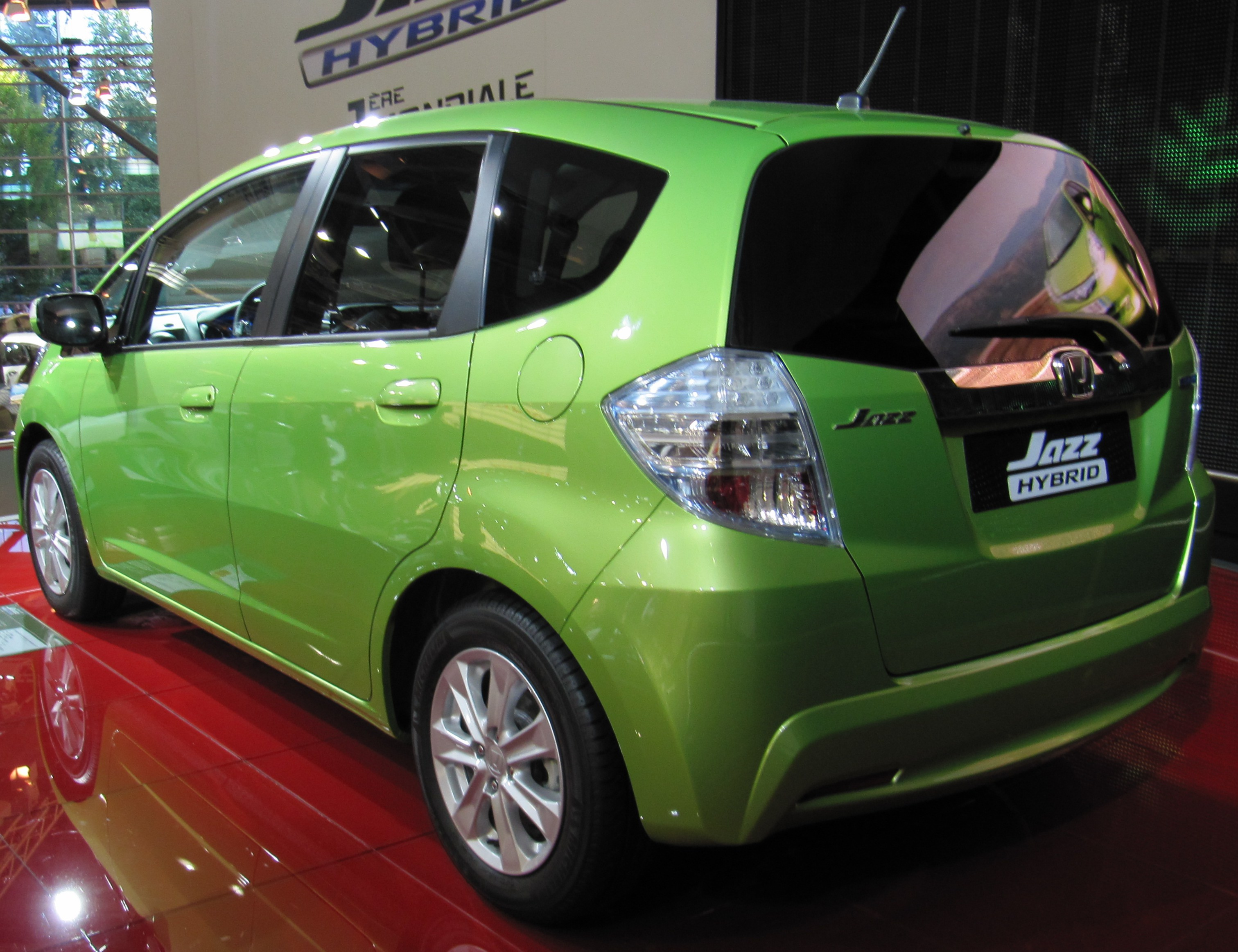
ハイブリッド（リア）
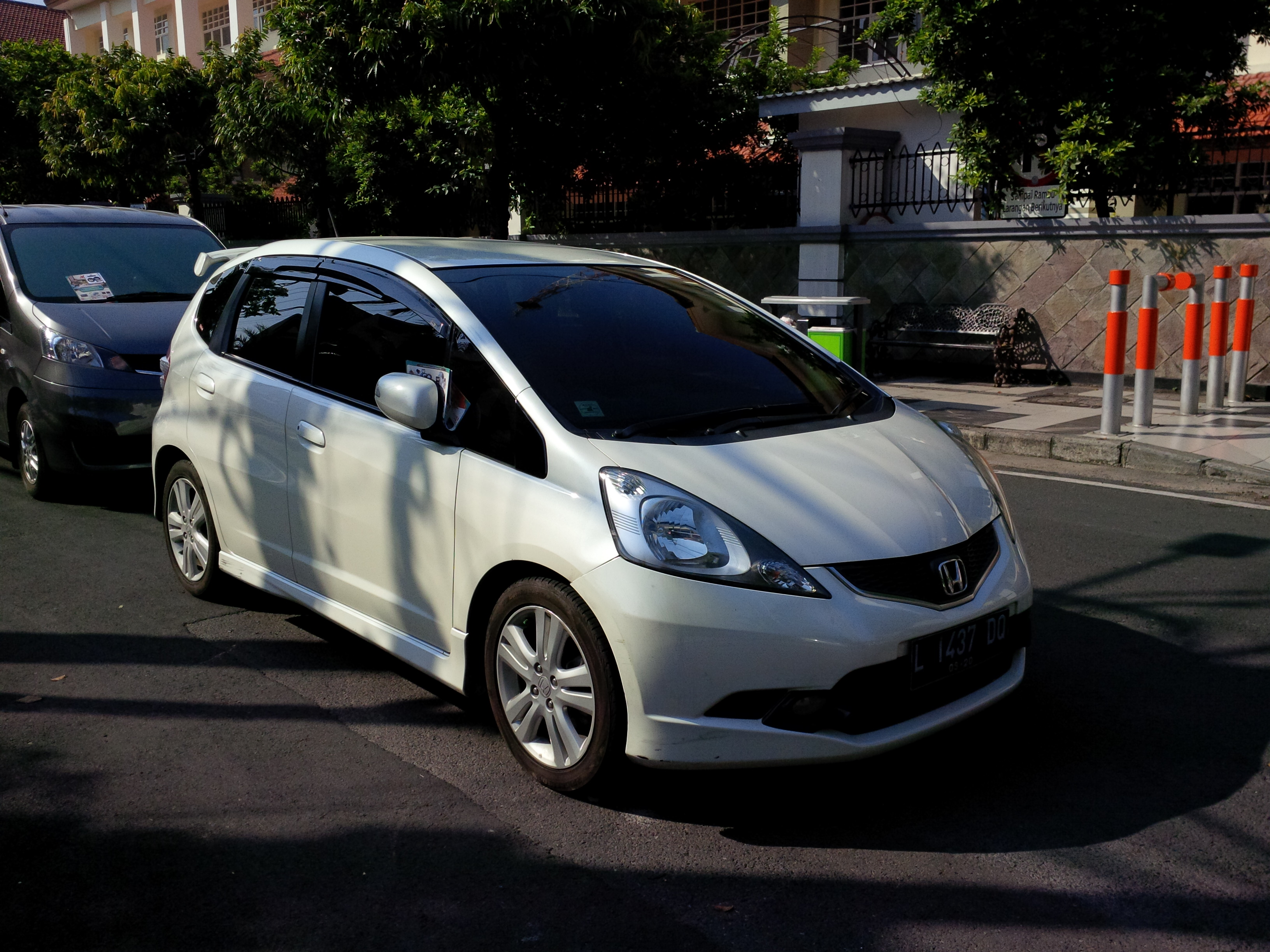
RS（フロント）
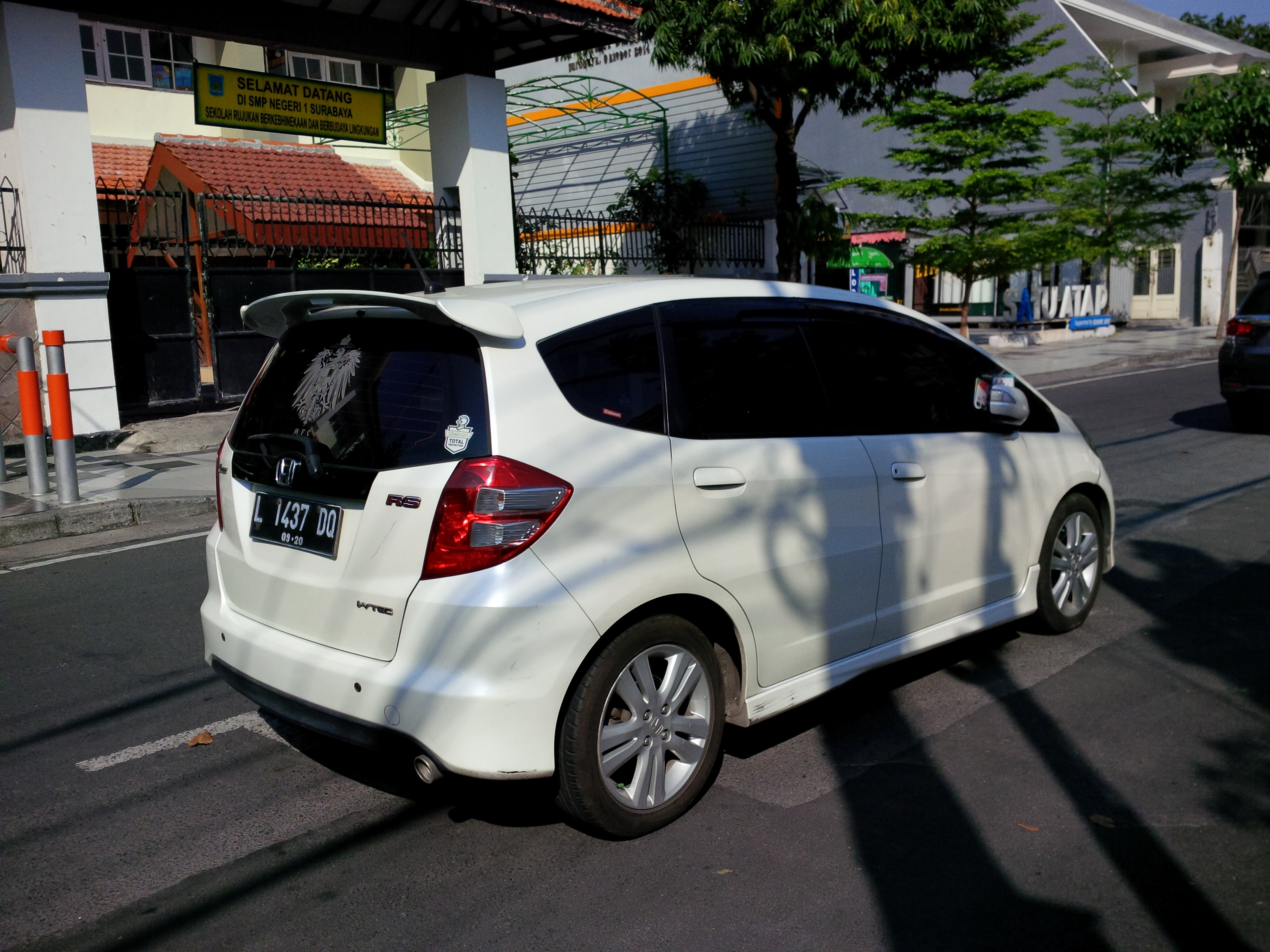
RS（リア）

後期型

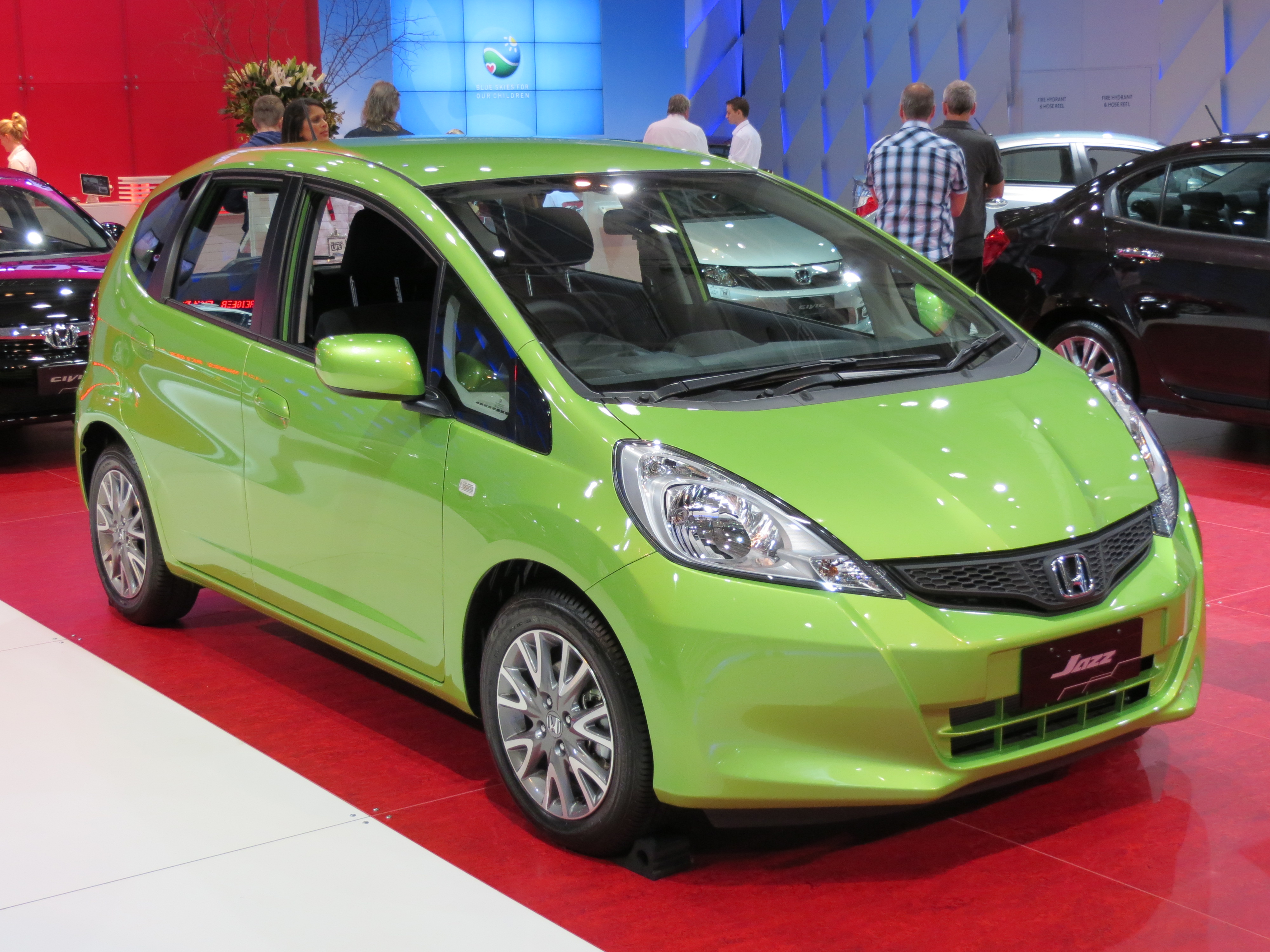
GLi（フロント）
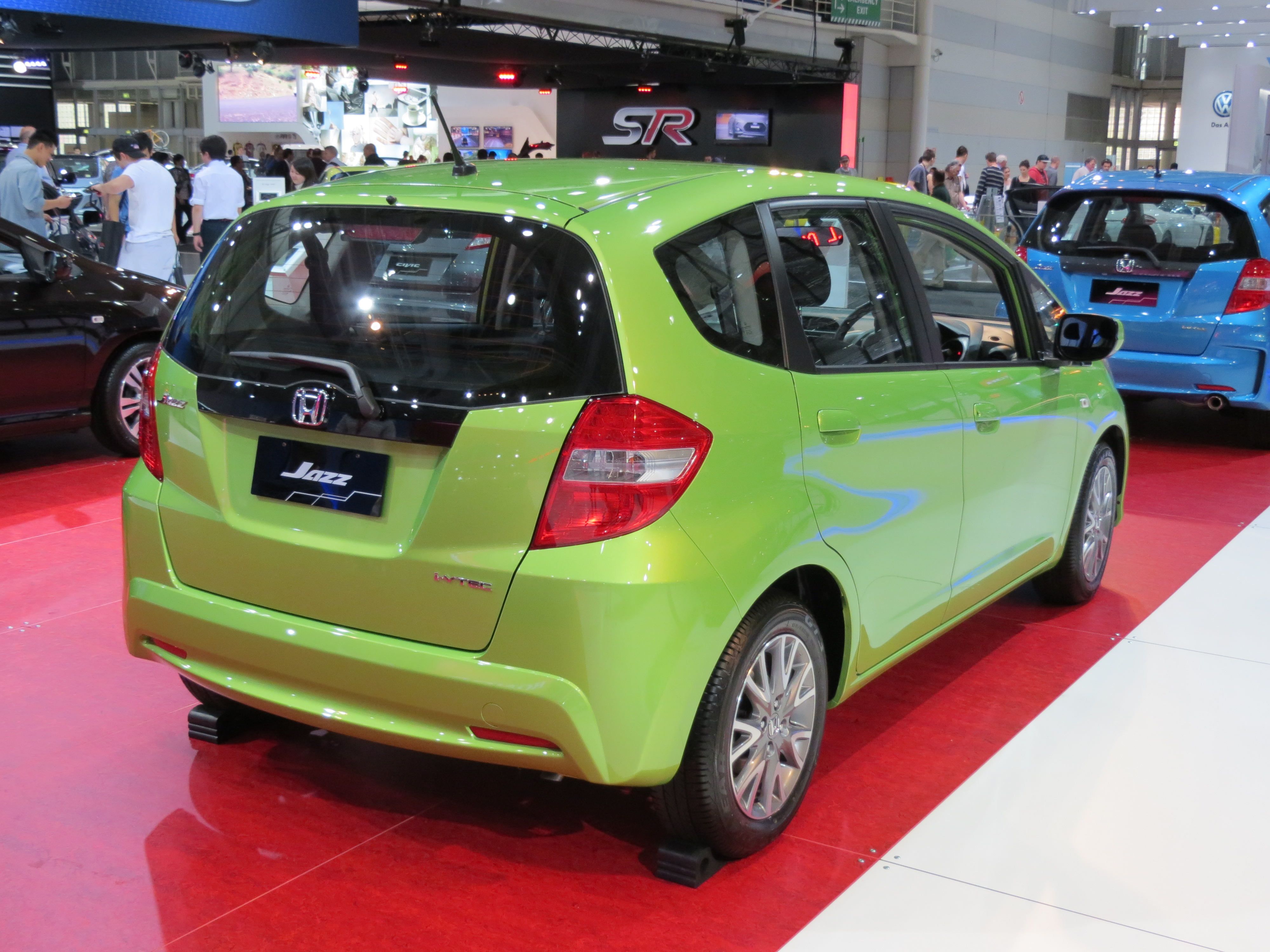
GLi（リア）
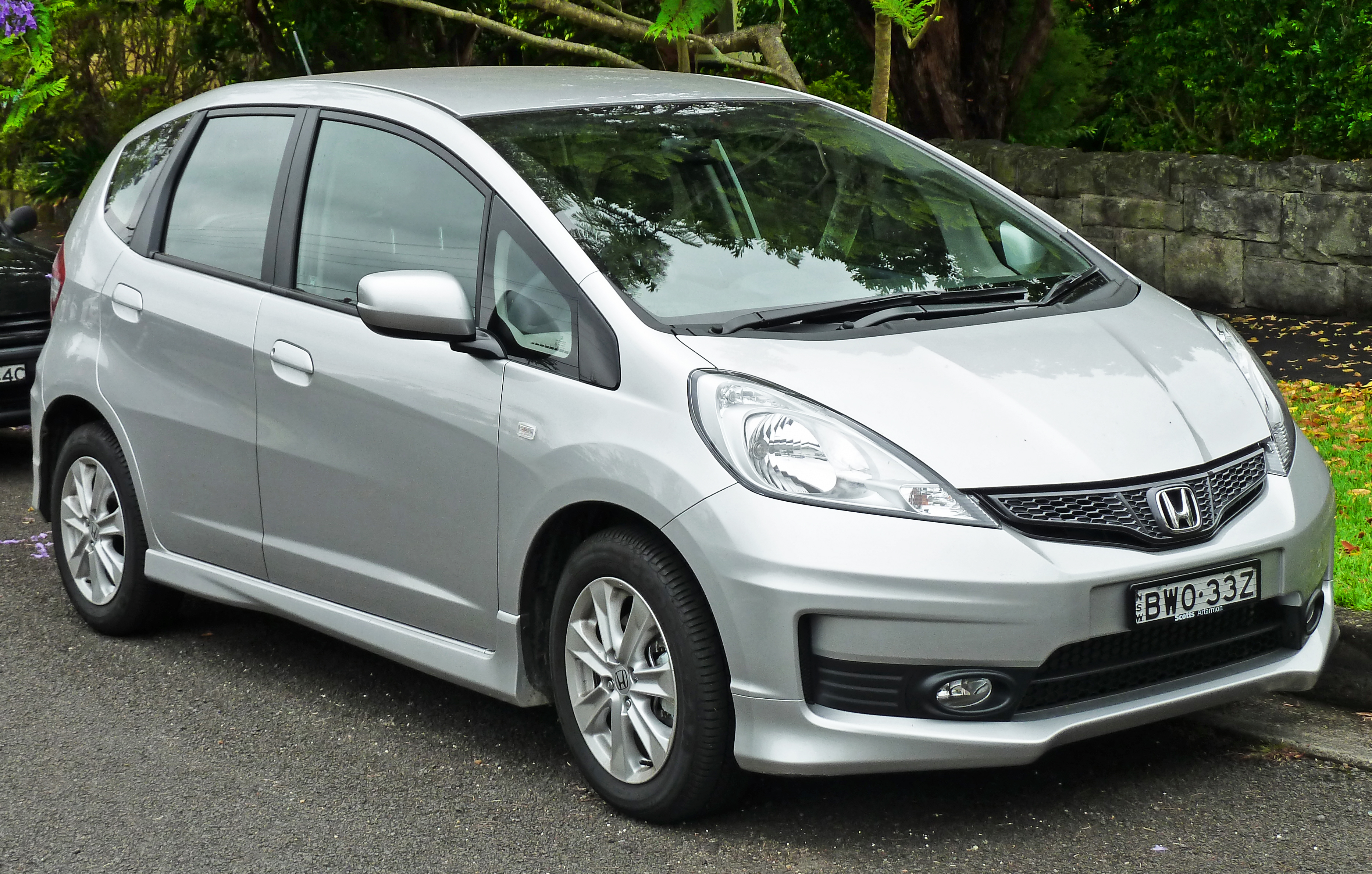
VTi（フロント）
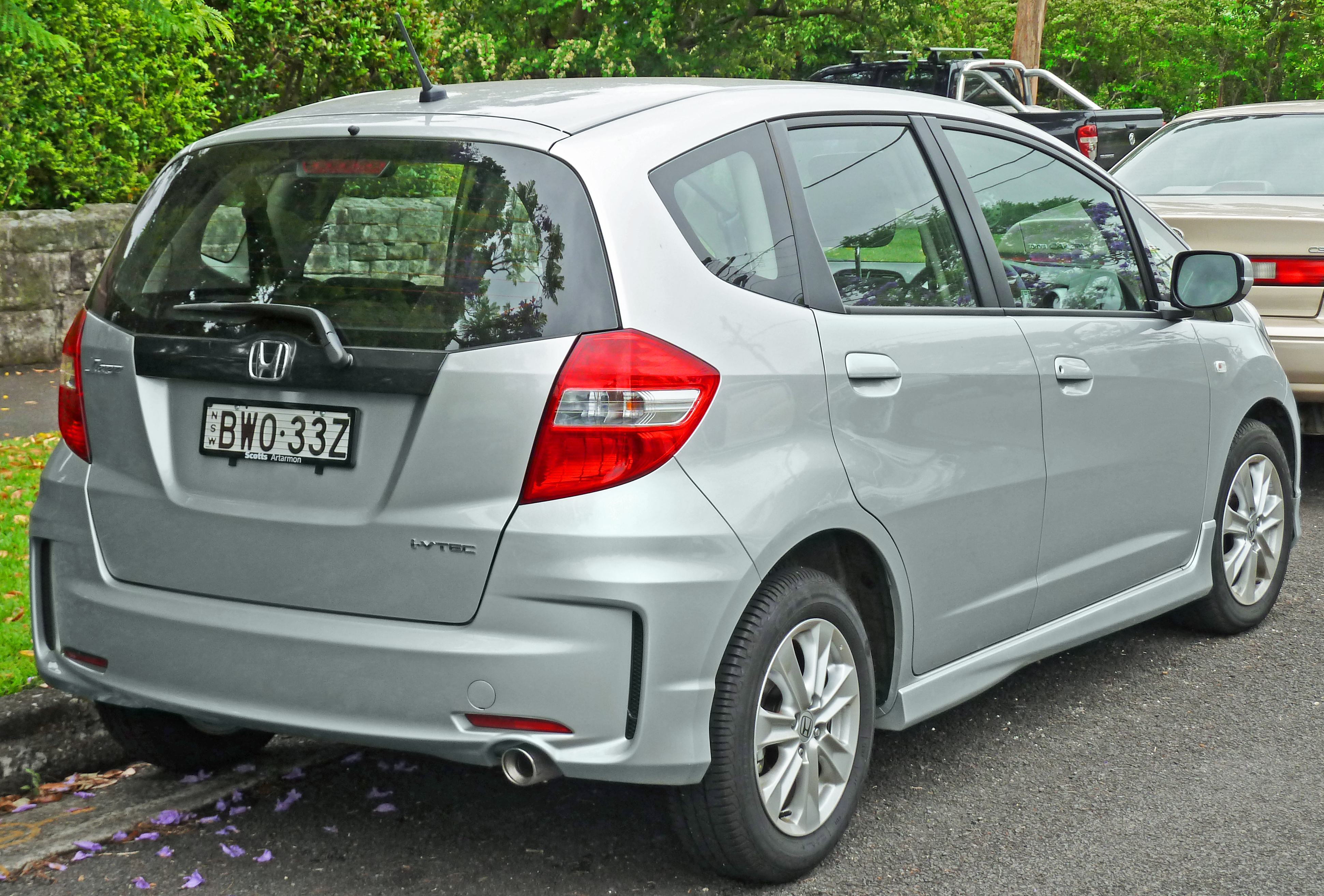
VTi（リア）
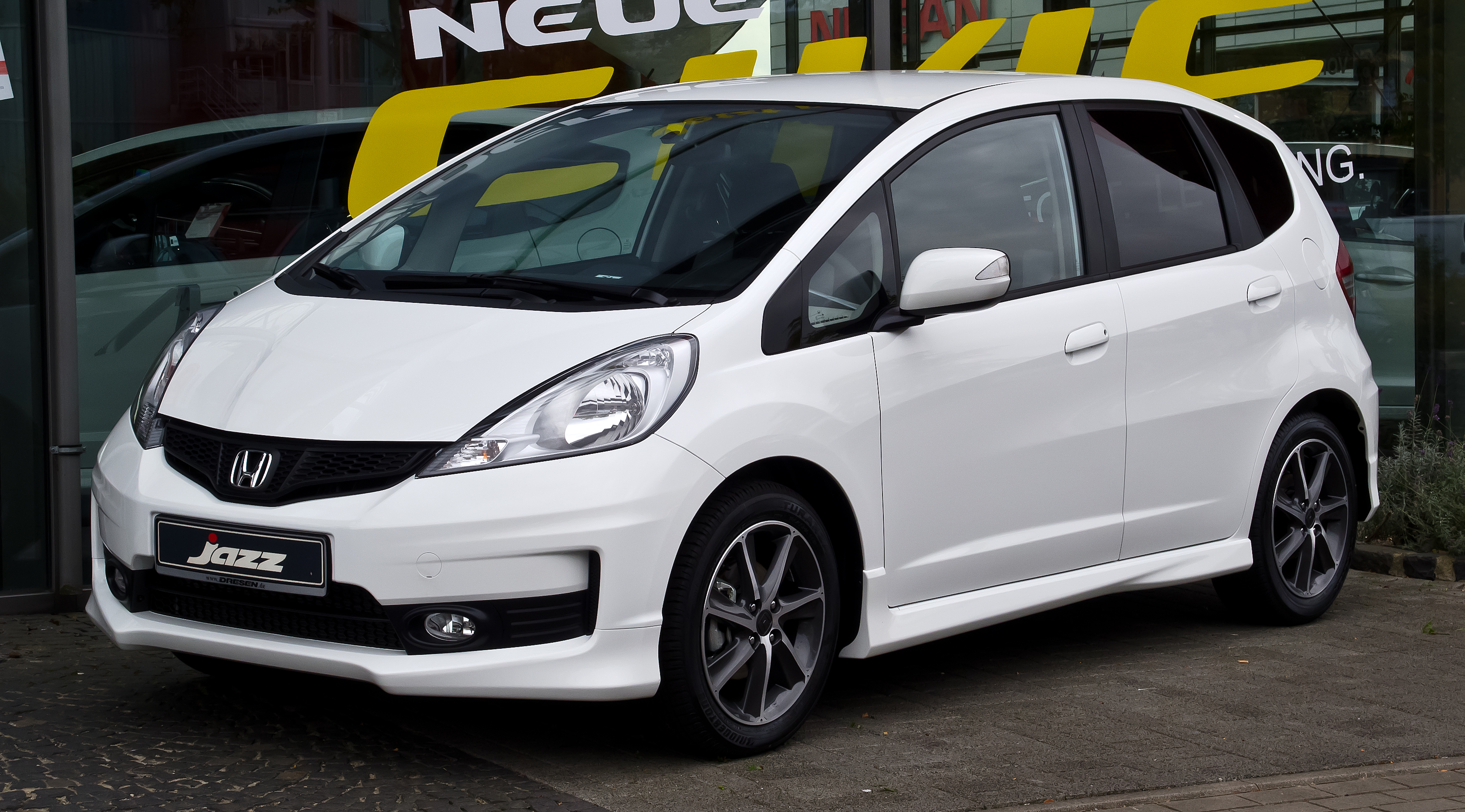
1.4 i-VTEC Si（フロント）
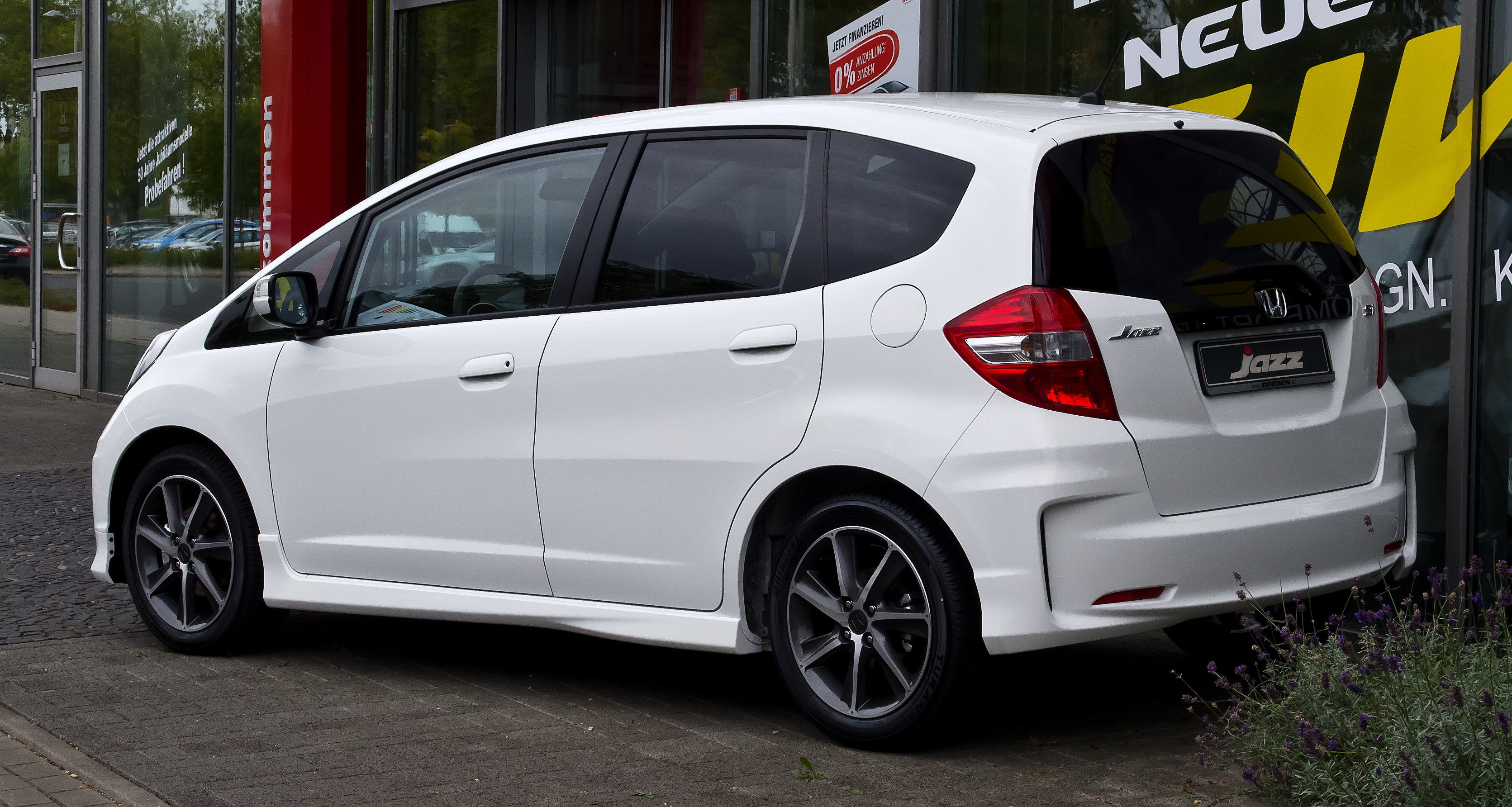
1.4 i-VTEC Si（リア）
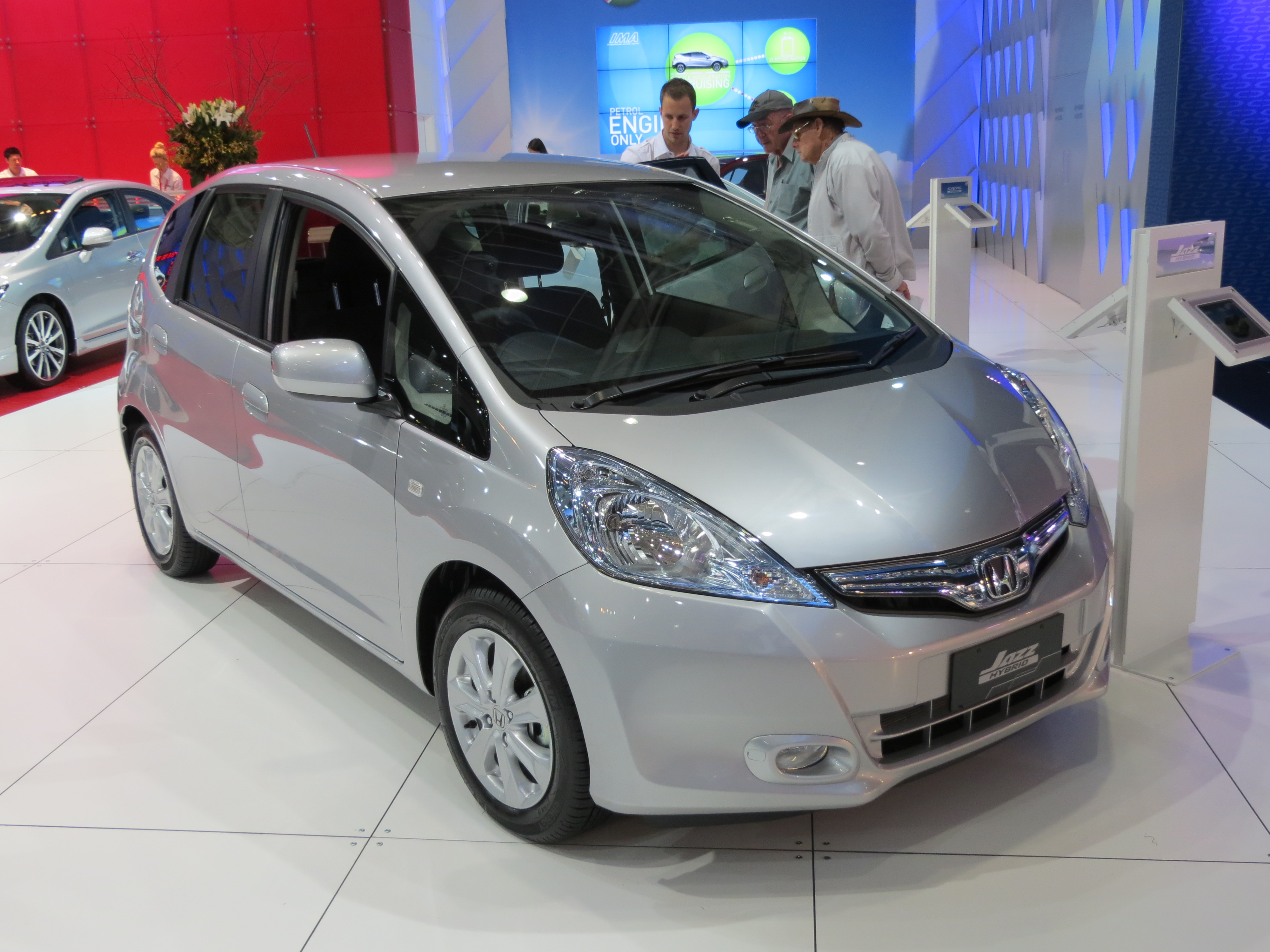
ハイブリッド（フロント）
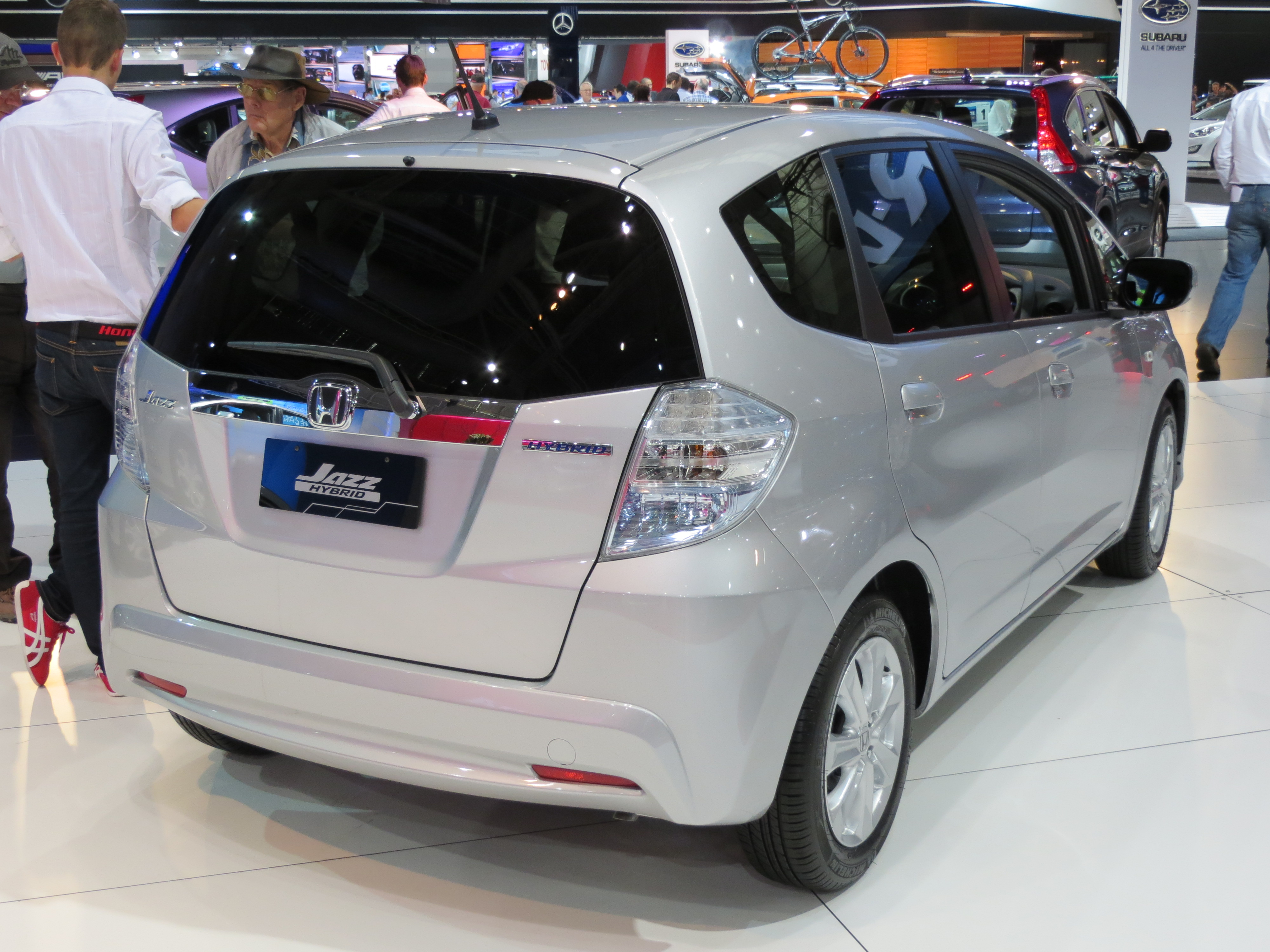
ハイブリッド（リア）

## 4代目（2015年 - 2020年）
前期型

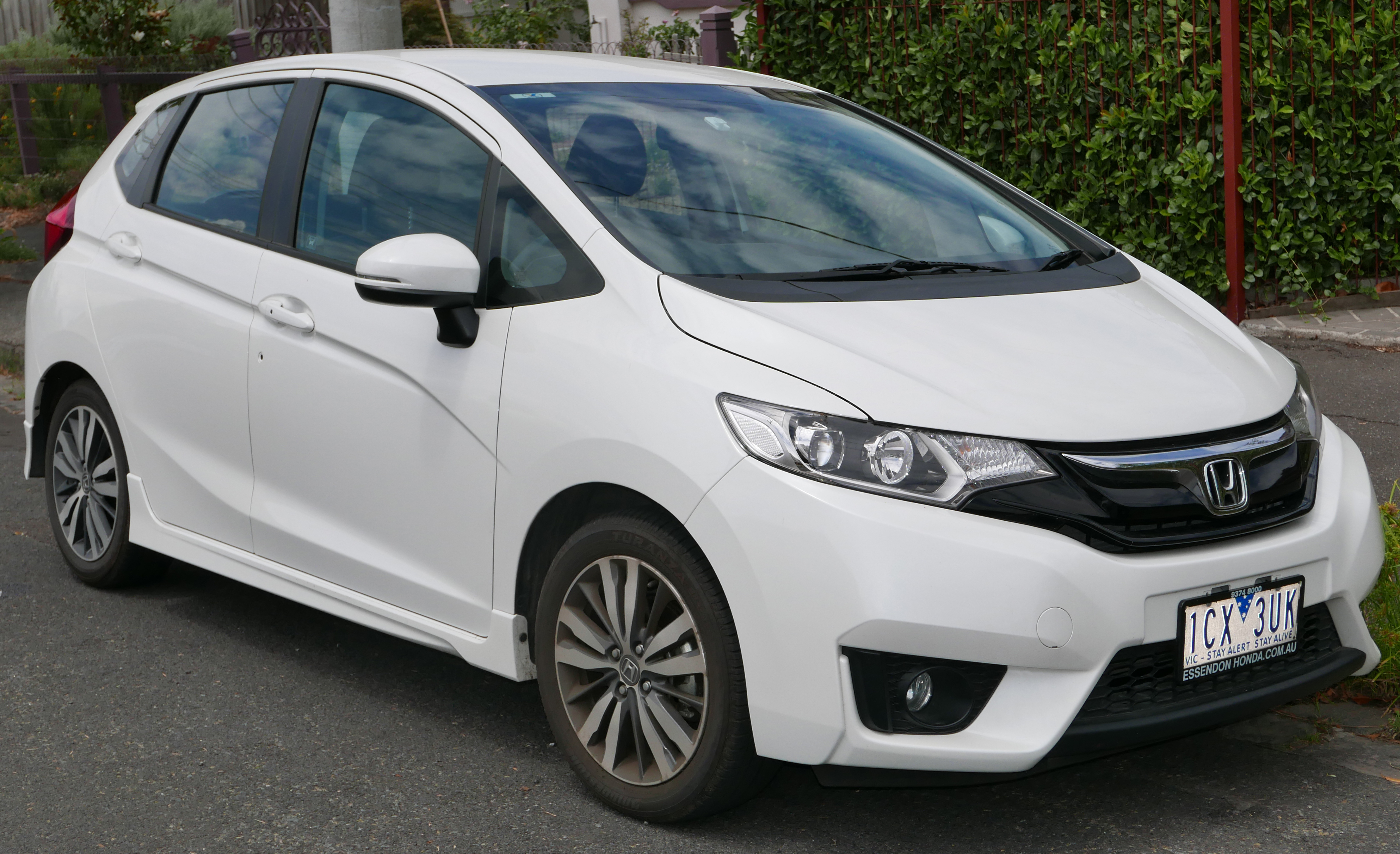
VTi-L（フロント）
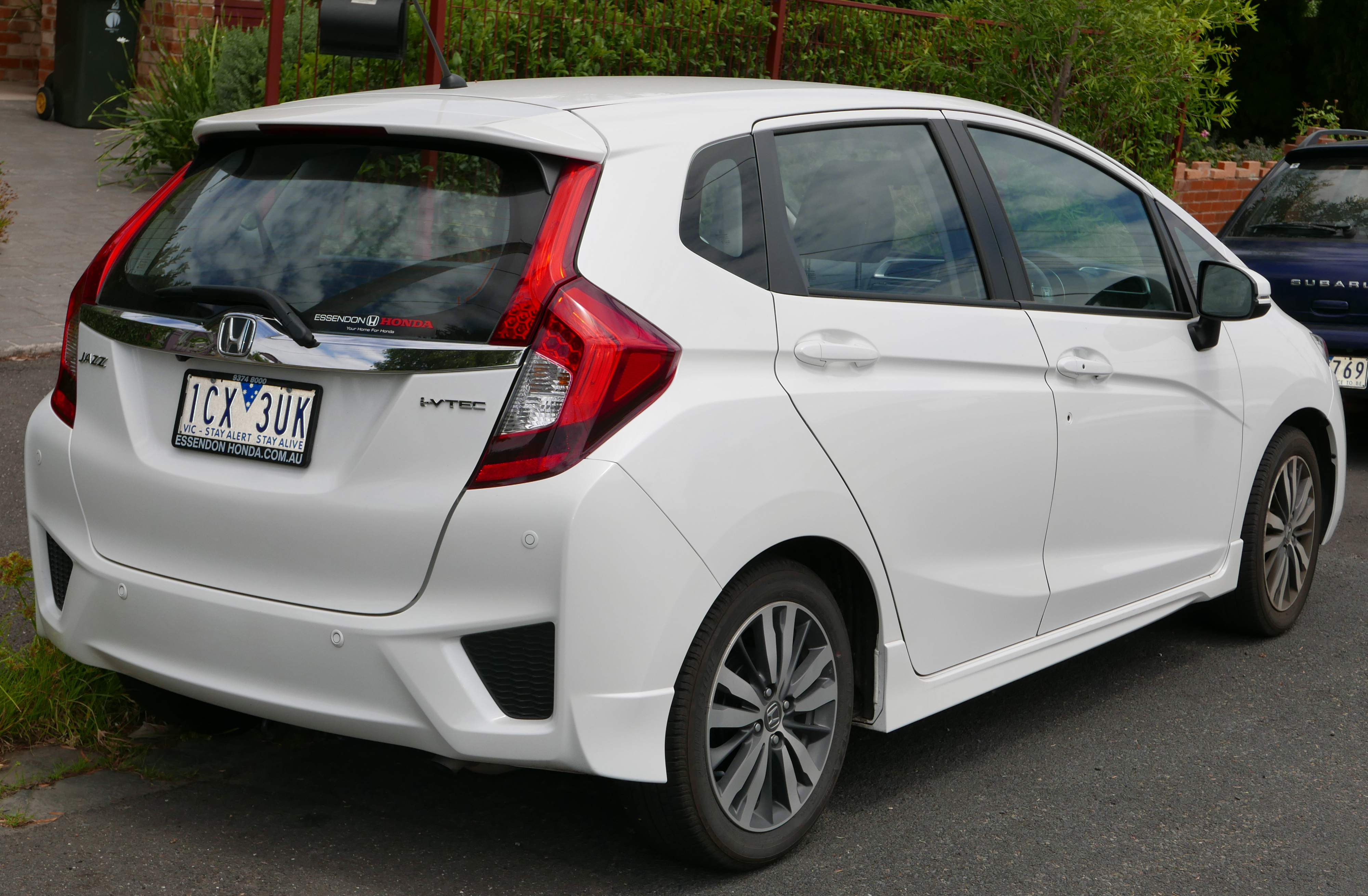
VTi-L（リア）
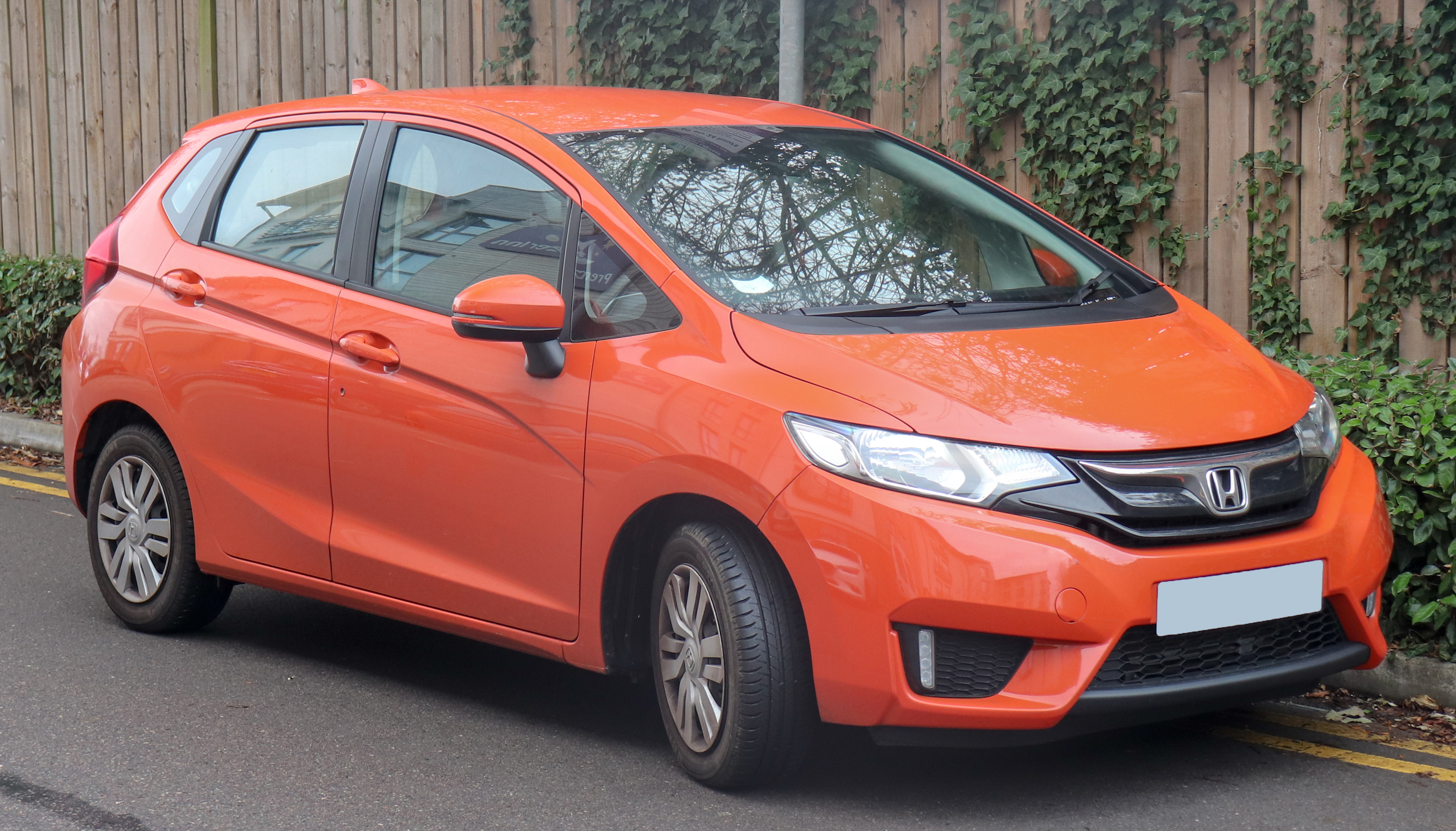
1.3 S i-VTEC（フロント）
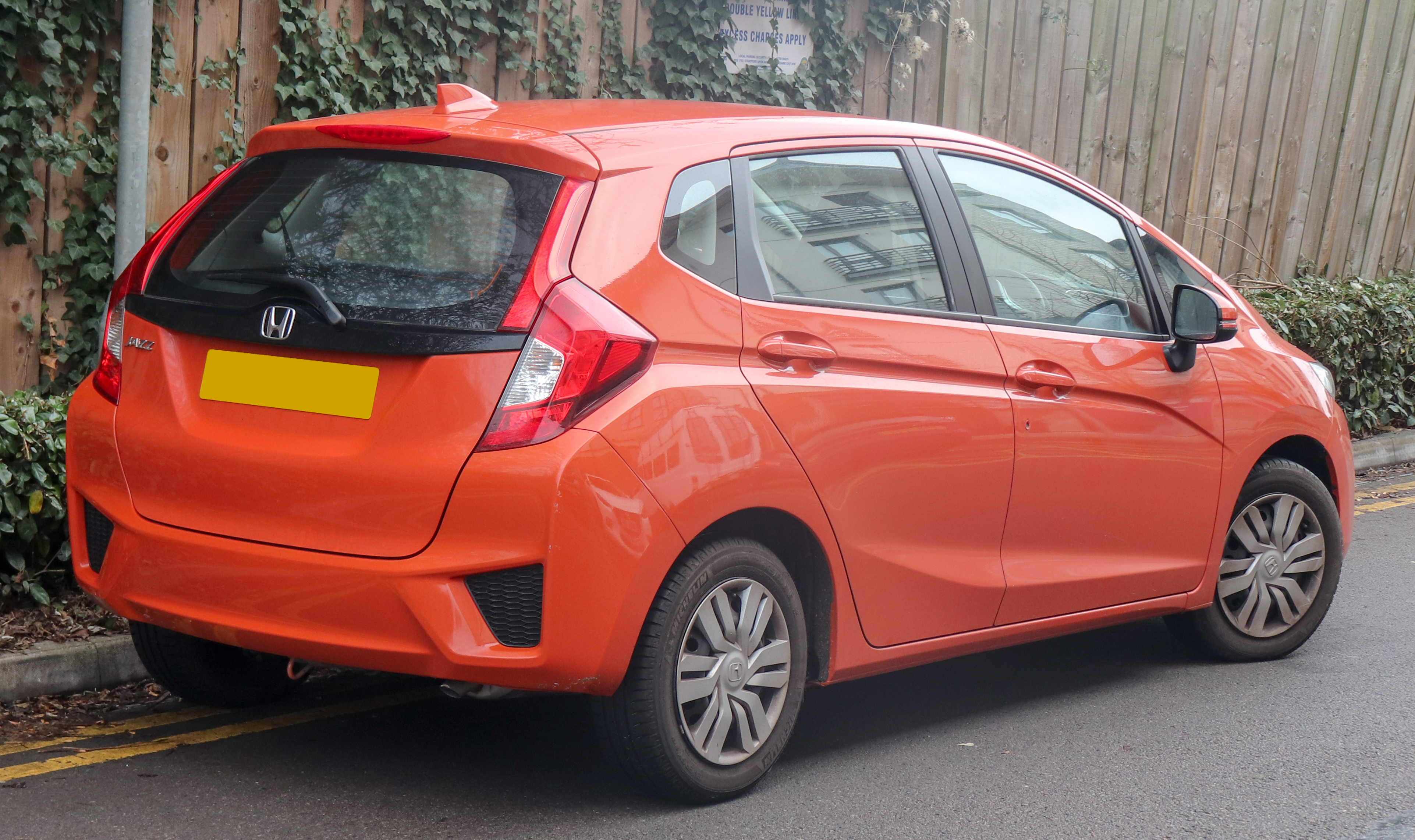
1.3 S i-VTEC（リア）
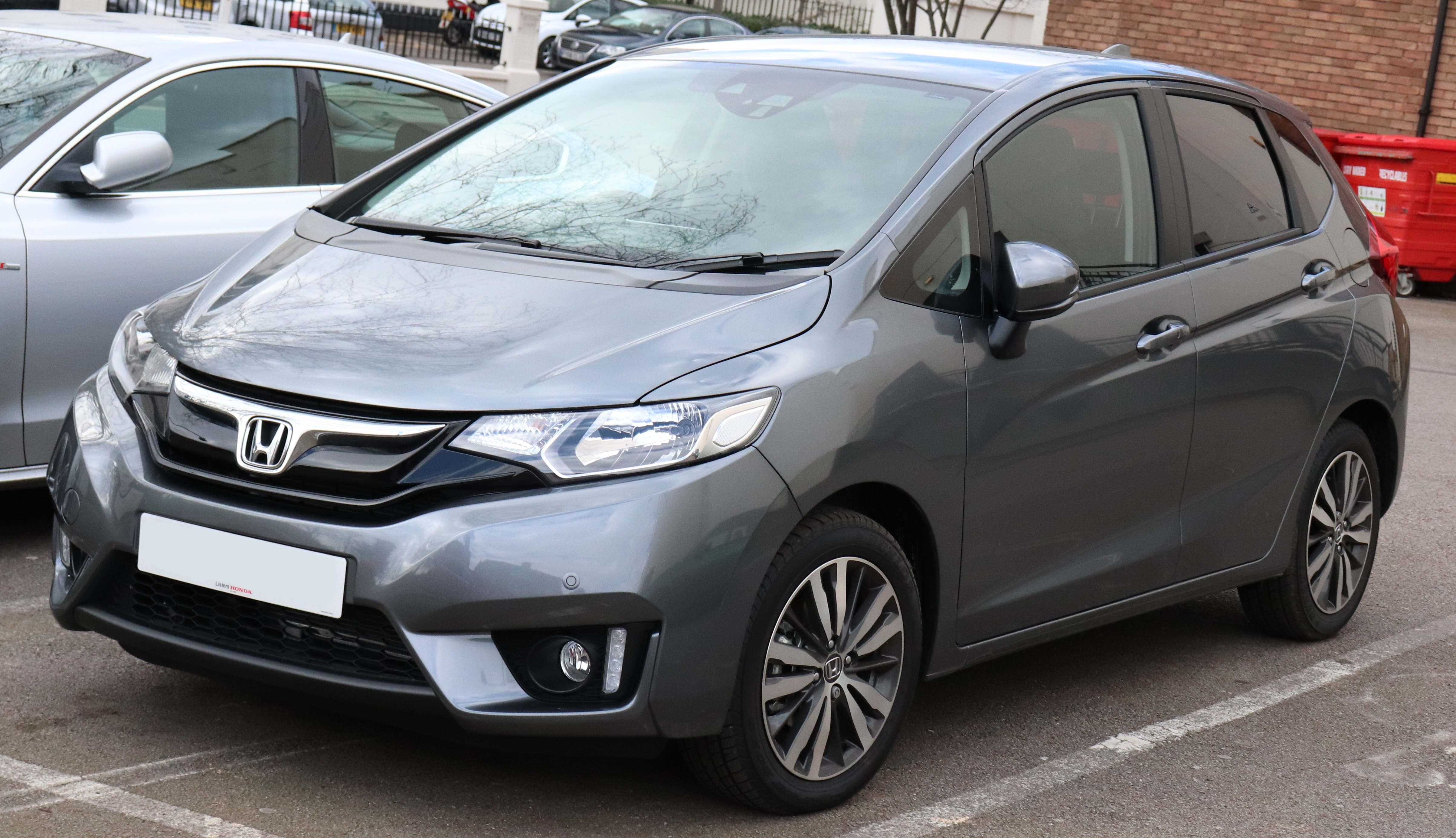
1.3 EX i-VTEC
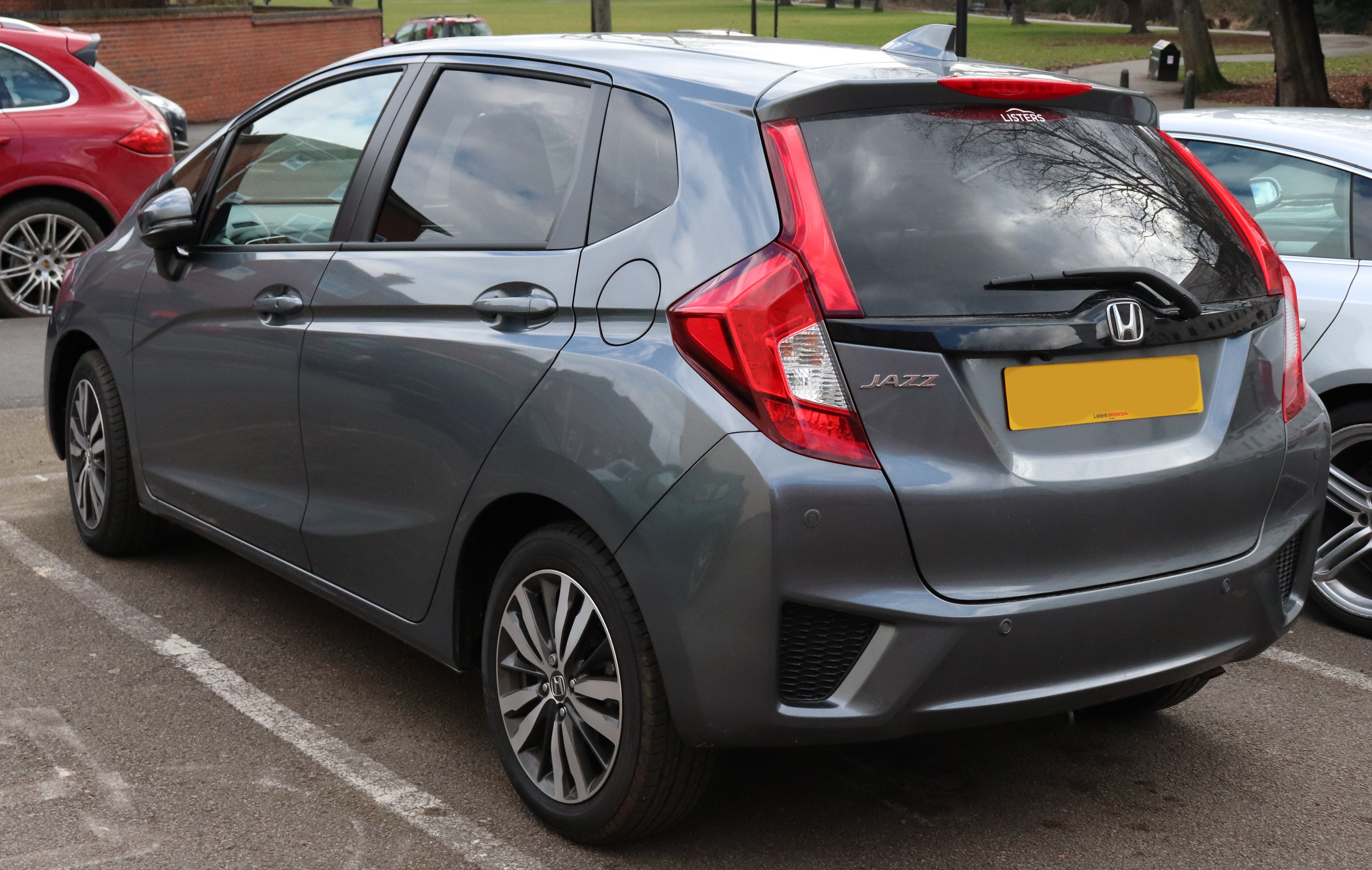
1.3 EX i-VTEC（リア）
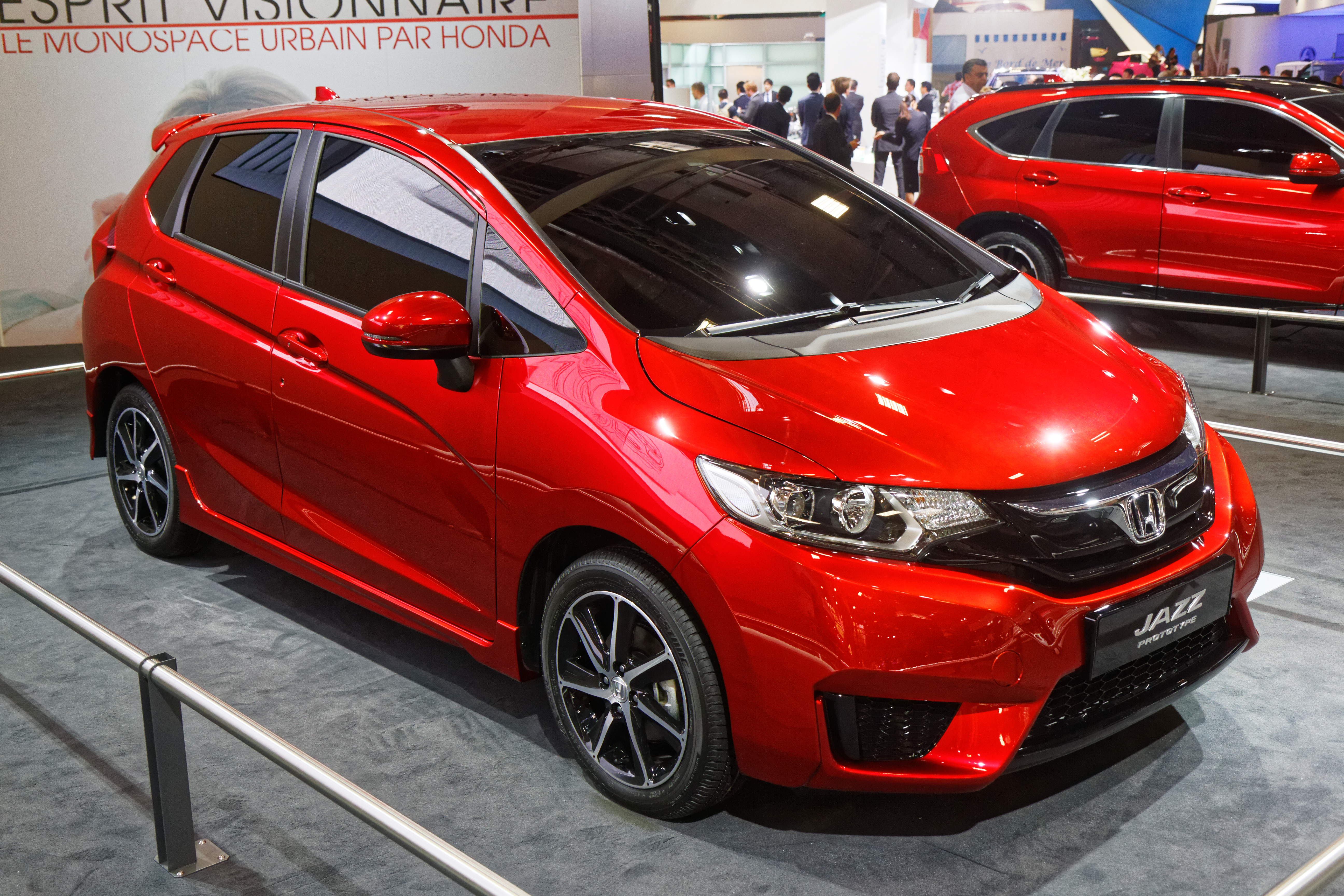
プロトタイプ（フロント）
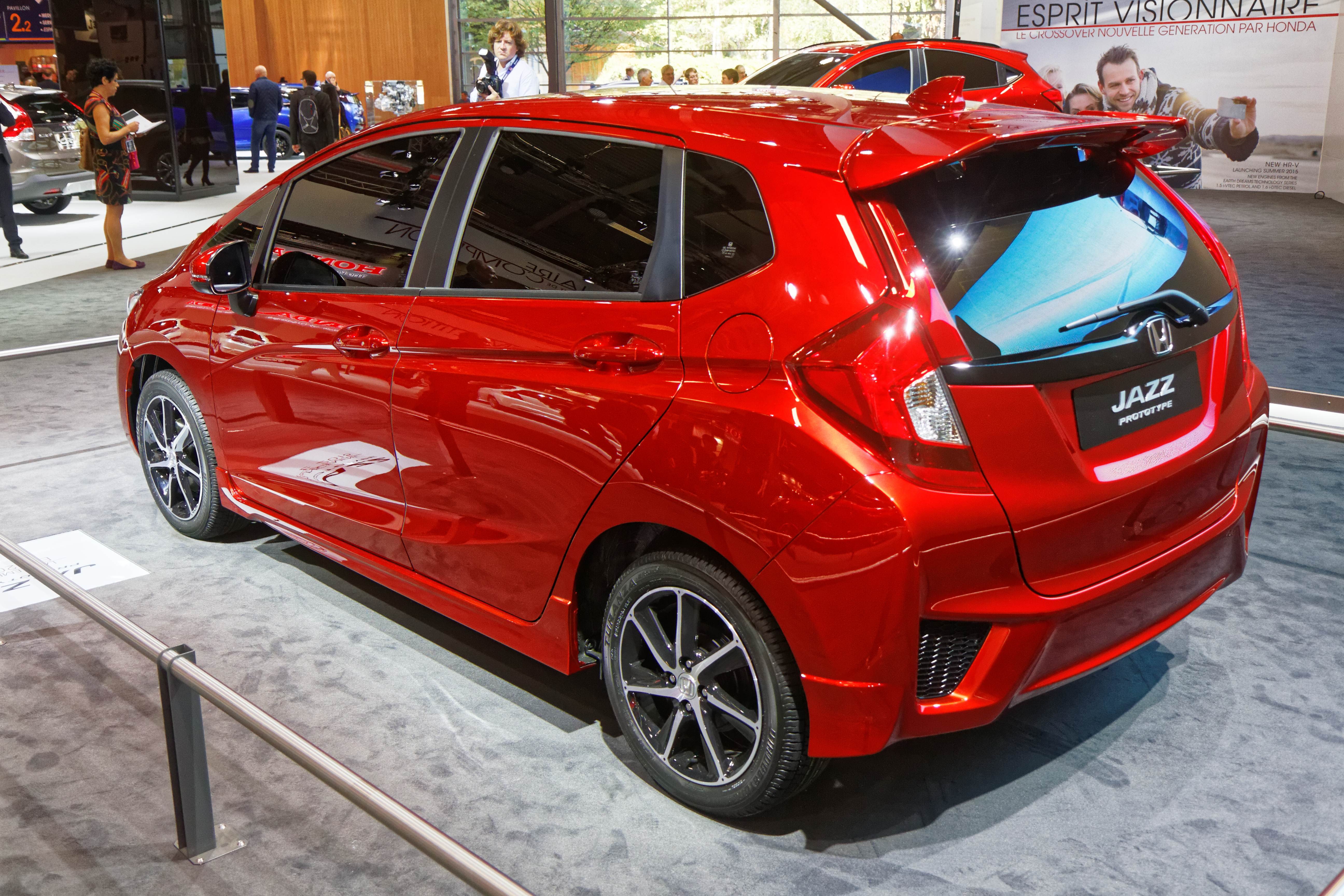
プロトタイプ（リア）

後期型

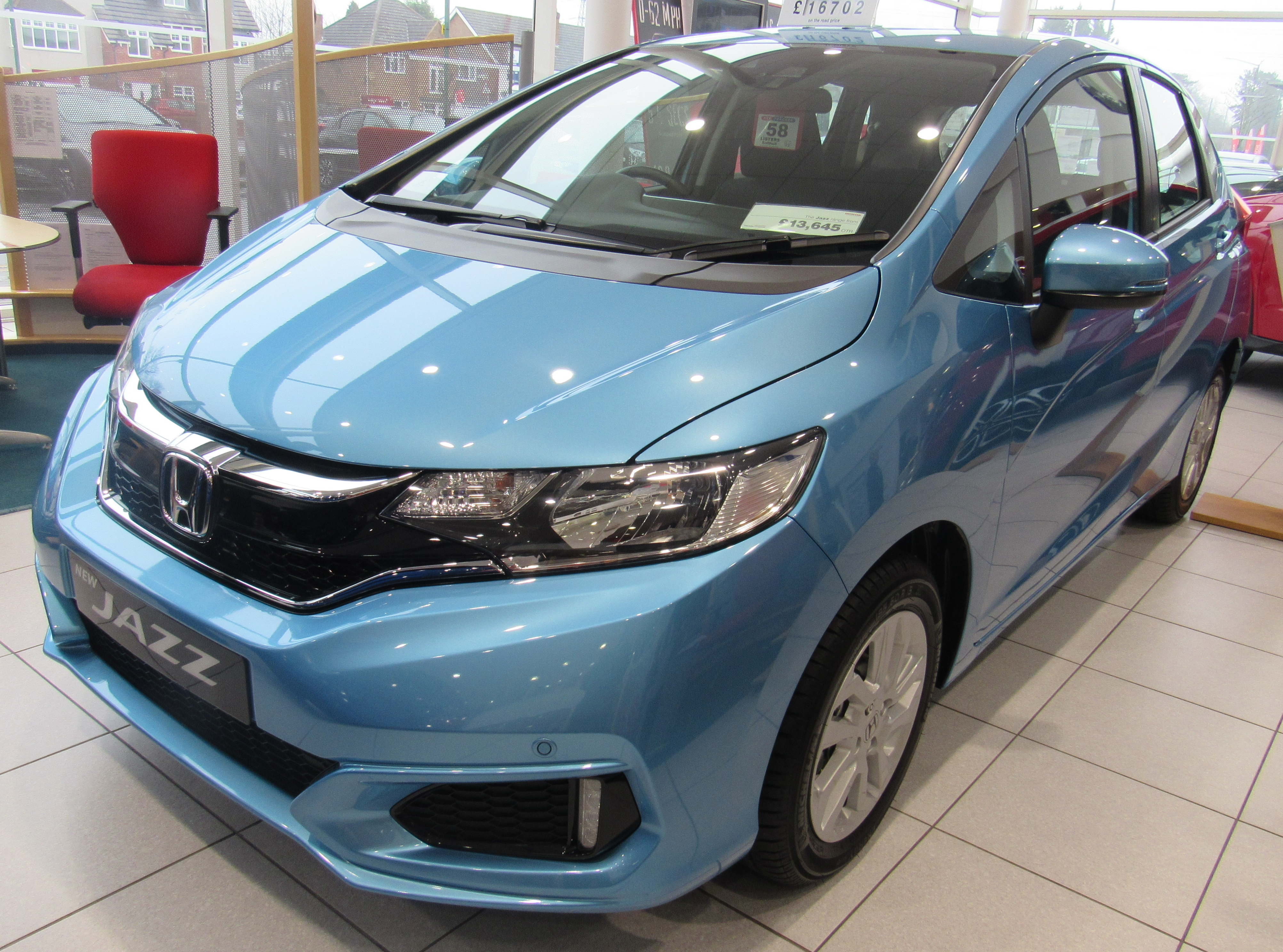
1.3 SE（フロント）
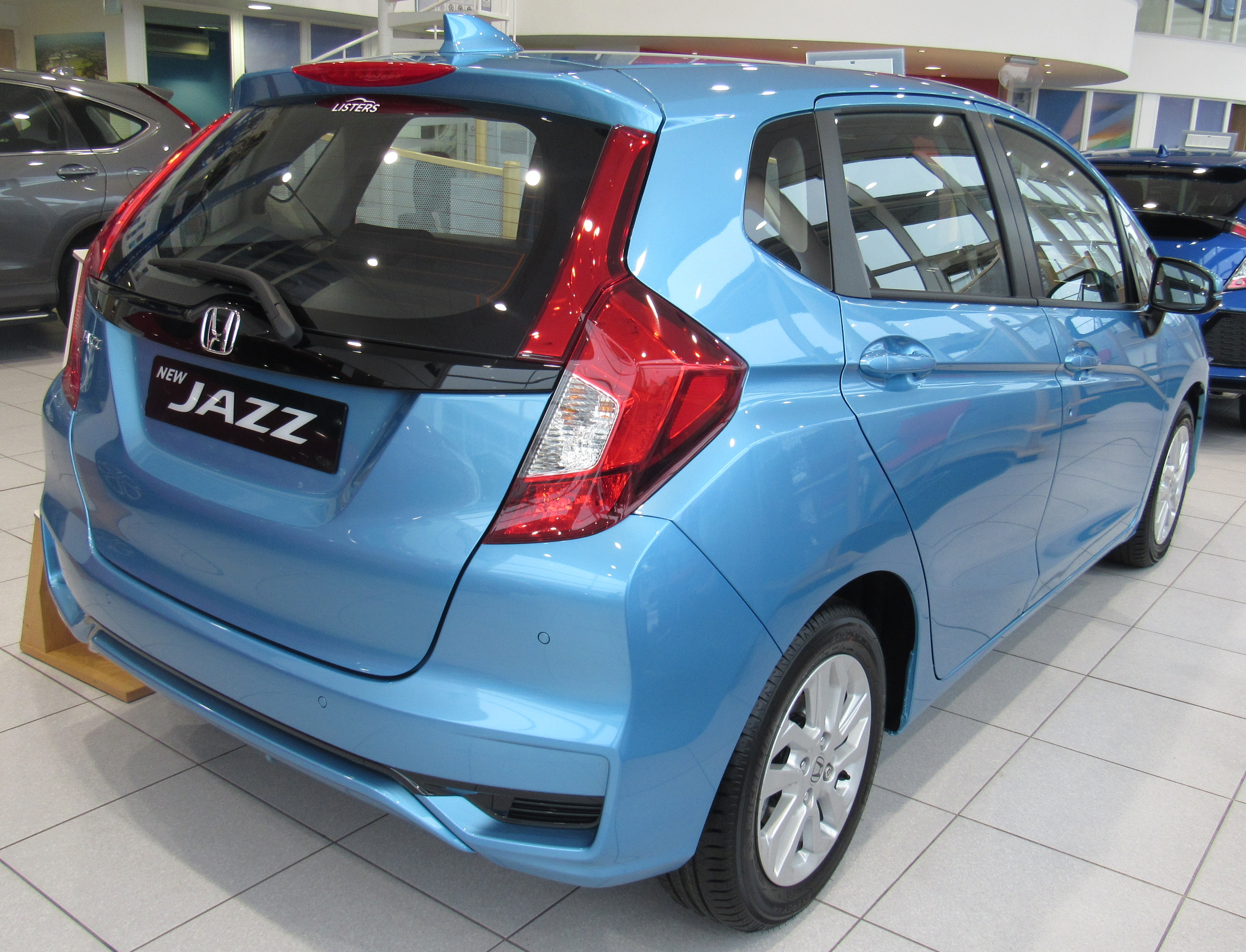
1.3 SE（リア）
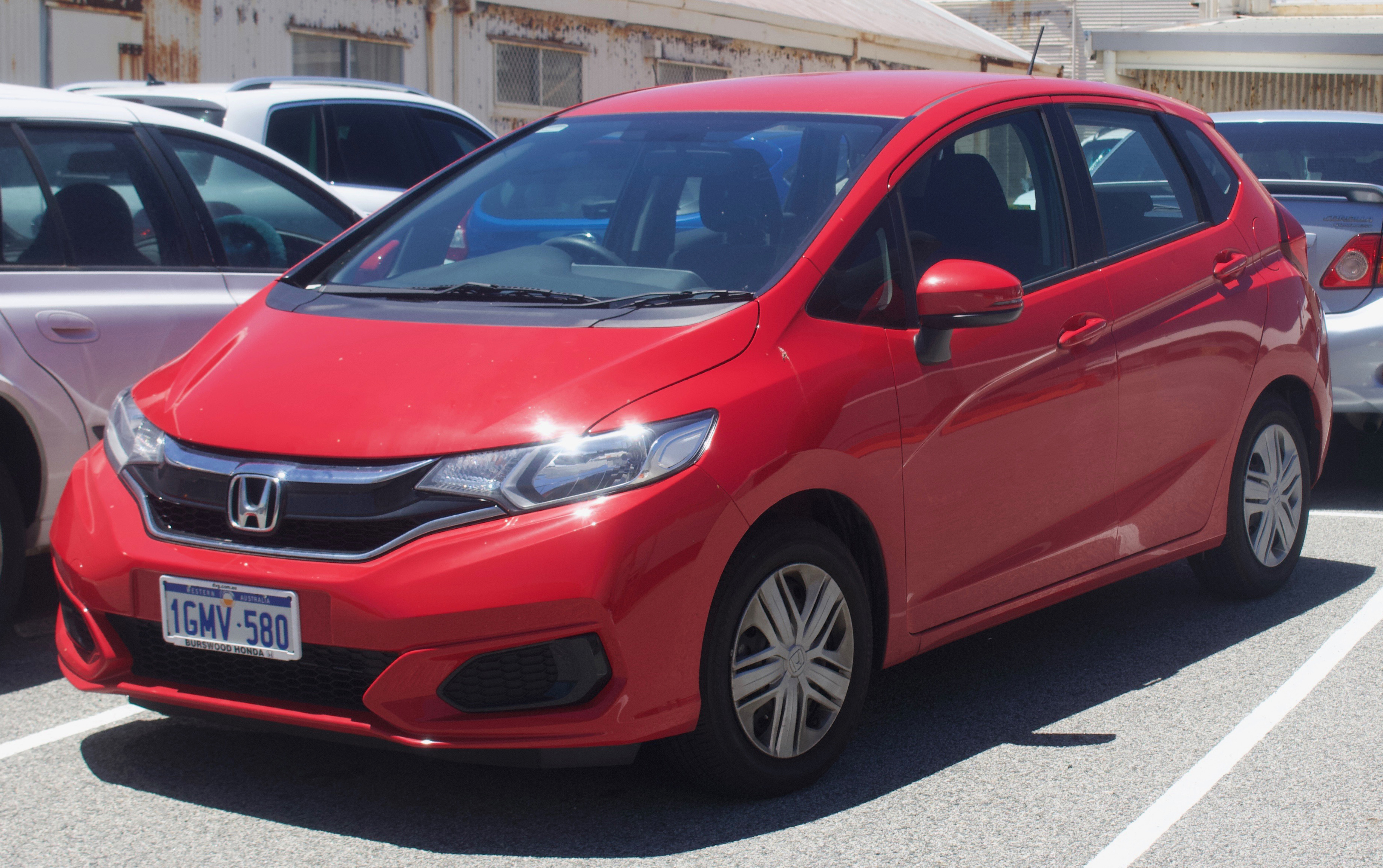
VTi（フロント）
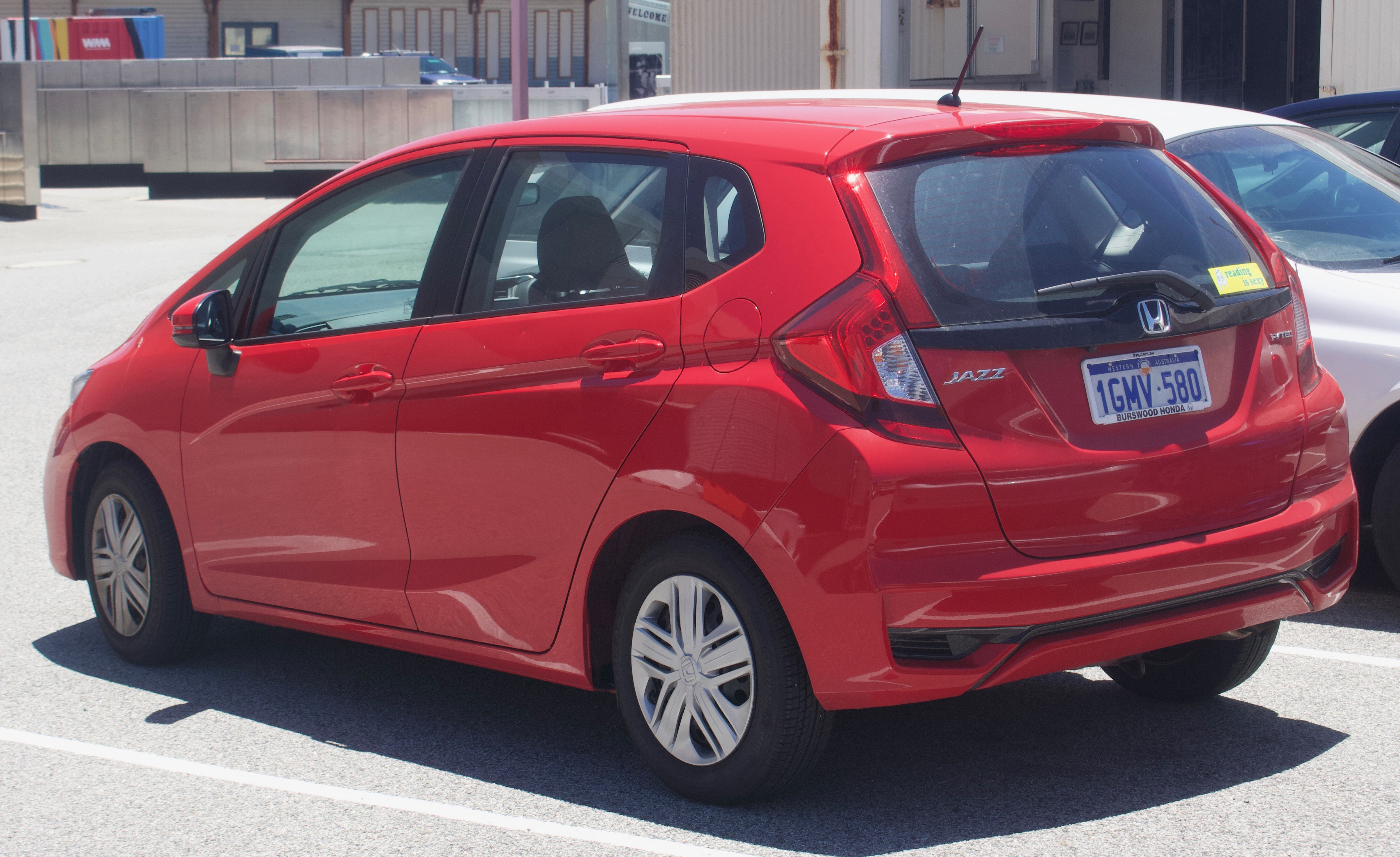
VTi（リア）
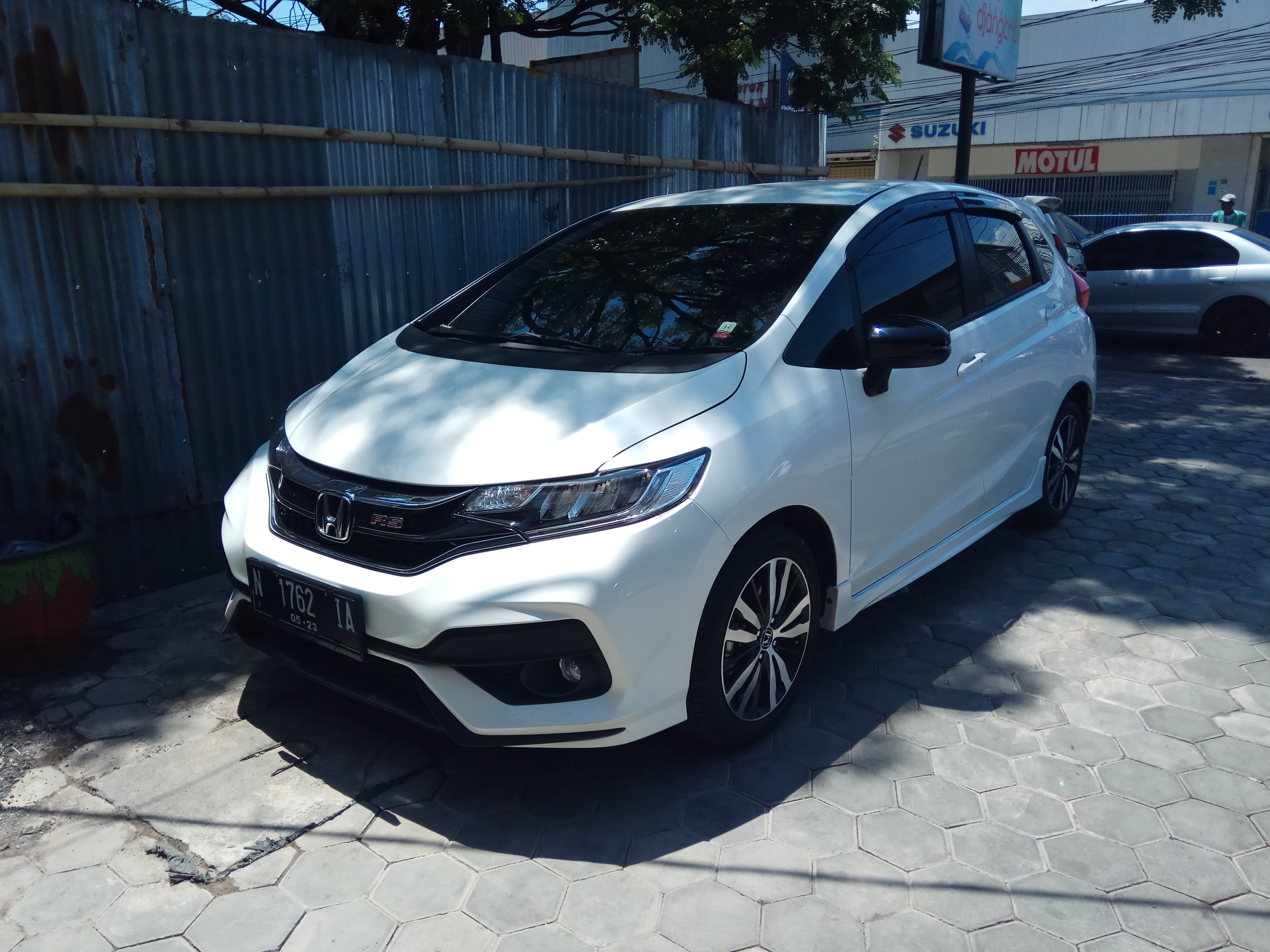
RS（フロント）
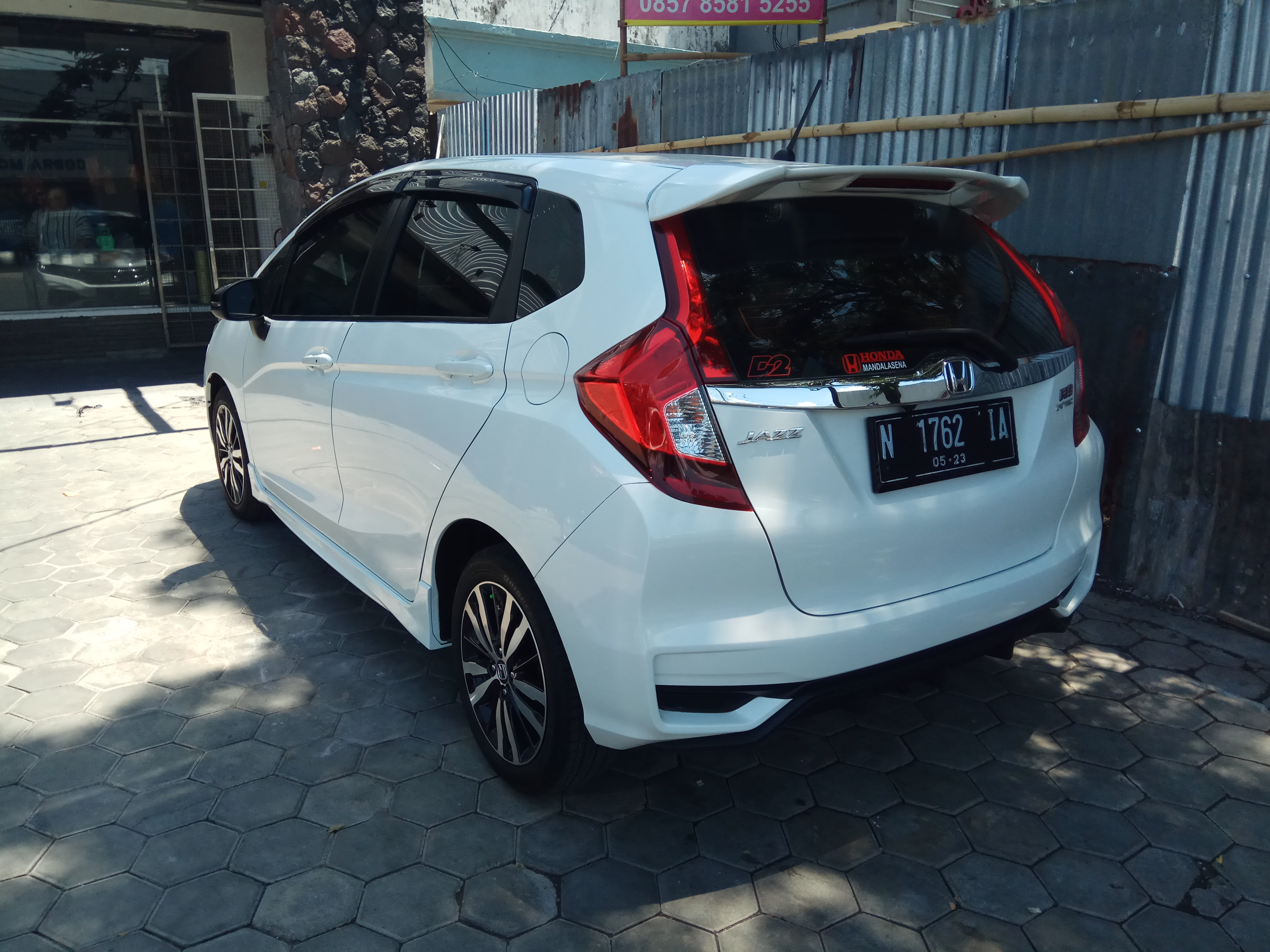
RS（リア）

## 5代目（2020年 - ）
2023年7月1日、ホンダのニュージーランド法人がジャズの無限仕様である、「ジャズRS MUGEN」を発表。ボディカラーは「プラチナホワイトパール」、「プレミアムオパールパール」、「クリスタルブラックパール」、「プレミアムクリスタルレッドメタリック」、「メテオロイドグレーメタリック」、「アーバングレー」の6種類が設定。

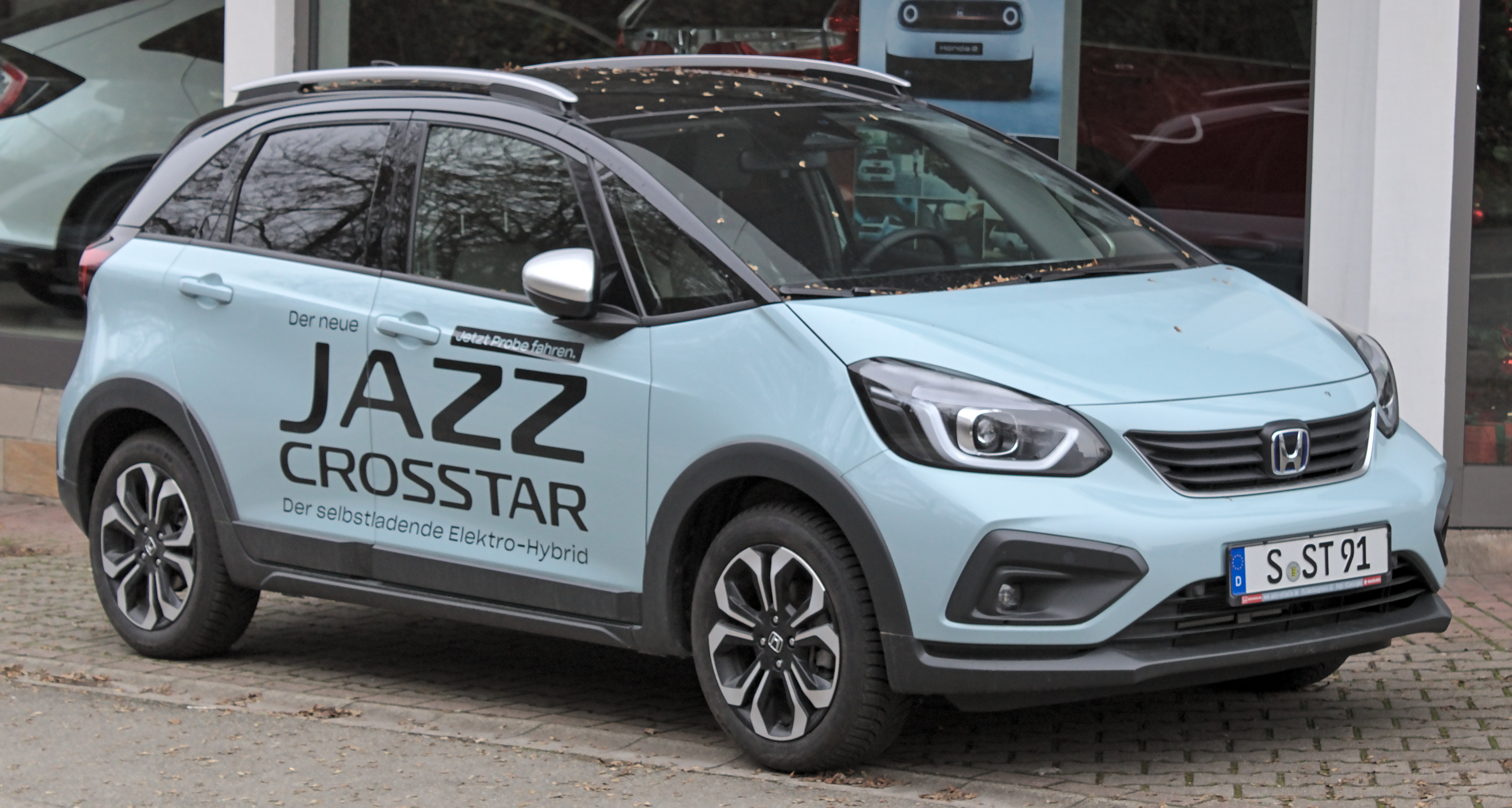
クロスター e:HEV（フロント）
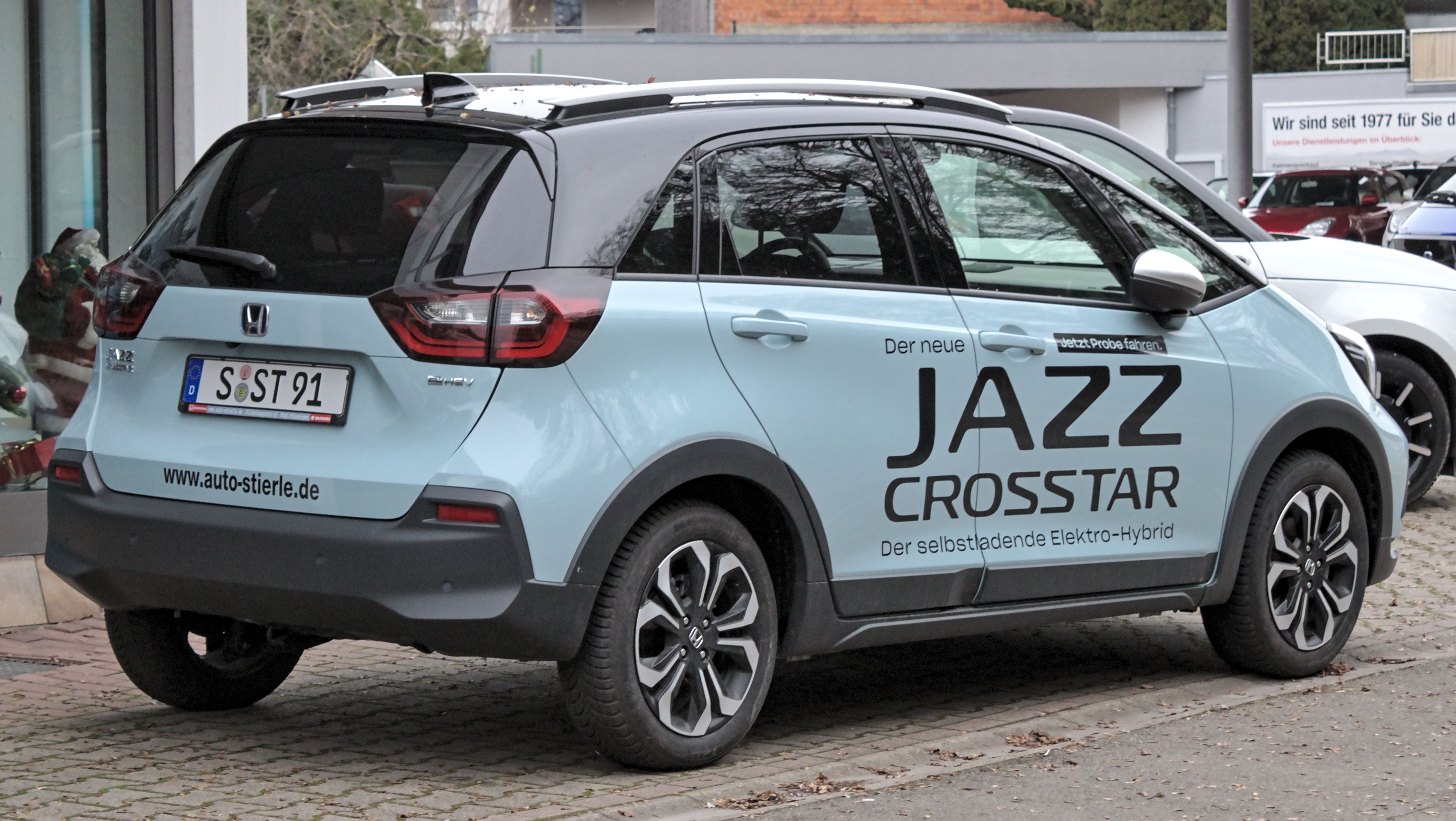
クロスター e:HEV（リア）